# 독일의 역사

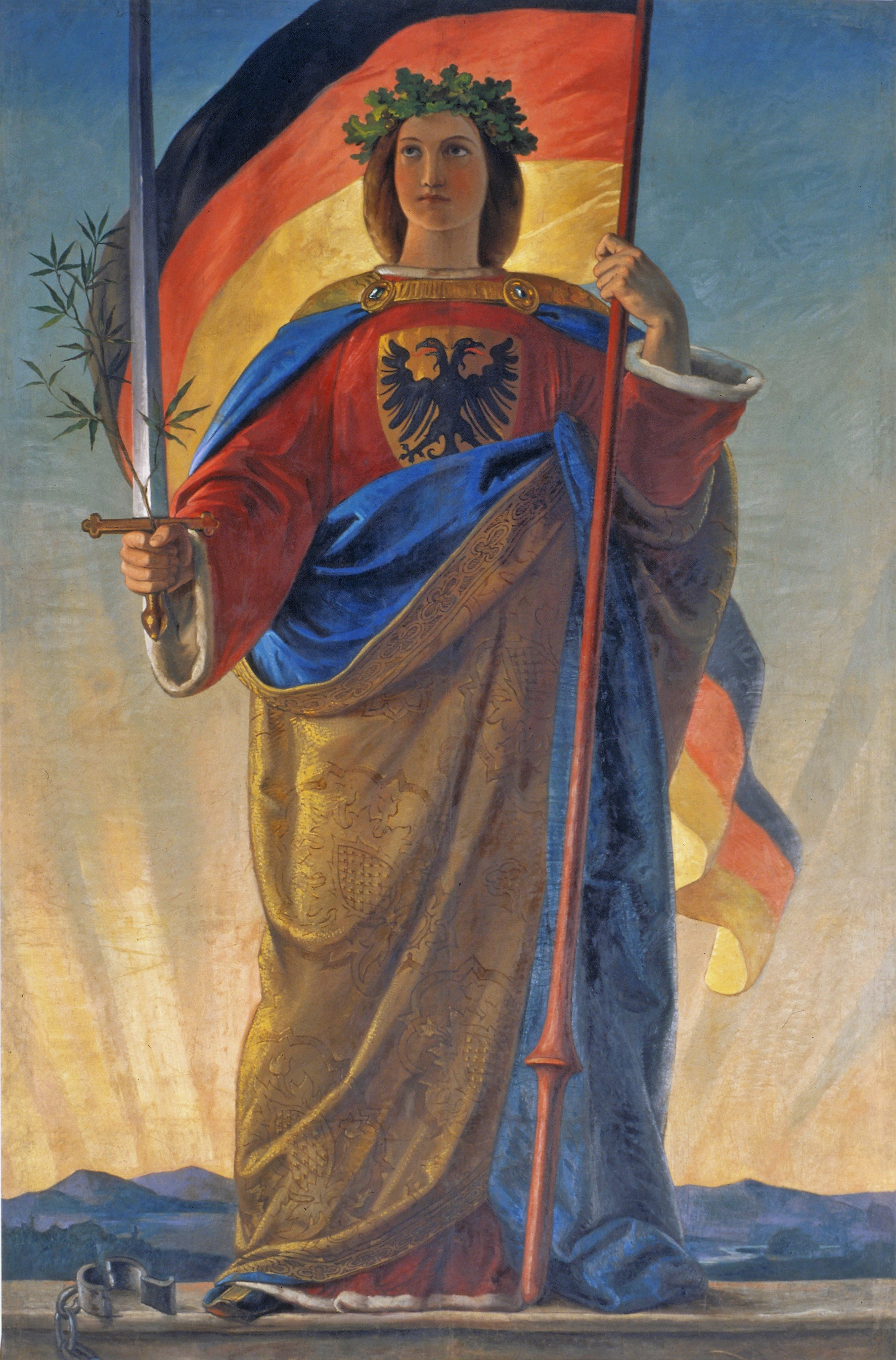
1848년 필리프 바이트가 그린 독일을 의인화한 게르마니아.

중앙유럽에서 독일이라는 개념은 율리우스 카이사르가 로마에 의해 정복되지 않은 라인강 동쪽 지역을 갈리아 지역과 구분하여 게르마니아라고 부른 것에서 유래되었다. 기원 후 9년 토이토부르크 숲 전투에서 게르만족 일파가 로마군으로부터 승리하면서 로마 제국의 지배를 받게 되지는 않았지만, 그럼에도 불구하고 라인강 서쪽 지역은 게르마니아 수페리오르와 게르마니아 인페리오르로서 로마의 속주가 되었다. 서로마 제국의 몰락 이후, 프랑크인들은 다른 서게르만어군에 속한 게르만족들을 정복하고 프랑크 왕국을 세웠으며 843년 카롤루스 사후 왕국이 분할되었을 때, 동부 지역은 동프랑크 왕국이 되었다. 962년 오토 1세가 스스로 신성 로마 황제라고 선언하면서 신성 로마 제국이 형성되었다.
중세 성기 동안, 독일의 해안 도시들이 지배하는 한자 동맹이 발트해와 북해를 따라 자리잡았으며, 독일 지역에서 기독교권이 확대되어 십자군 세력이 강해짐에 따라 나중에 프로이센이 될 튜턴 기사단국이 발트해 연안을 따라 형성되었다. 중세 후기에 서임권 투쟁을 통해 독일 황제는 가톨릭 교회의 권위에 저항하는 동안, 독일 국내 각 지역에서는 황제보다 지역의 공작, 군주, 주교가 더 많은 권력을 가졌다. 1517년 이후 마르틴 루터는 종교 개혁을 주도하면서 독일 북부와 동부 지역은 개신교화되었지만, 서부와 남부 지역은 가톨릭 교회로 남았다. 1618년부터 1648년까지 신성 로마 제국 내에서 이어진 30년 전쟁은 제국에 엄청난 피해를 유발했으며, 제국 내 국가들은 30년 전쟁 이후 베스트팔렌 조약을 통해 종교에 대한 자치권을 얻었다. 나폴레옹 전쟁으로 인해 봉건제가 붕괴하고 신성 로마 제국은 해체되었다. 나폴레옹 보나파르트는 라인 동맹을 괴뢰국으로서 수립했지만 나폴레옹의 몰락 이후 오스트리아의 주도로 독일 연방이 형성되었다. 1848~1849년 혁명은 실패했지만 산업 혁명이 독일로 전파되면서 경제 현대화가 이루어져 도시가 성장했으며 사회주의 운동이 등장했고, 이 시기에 베를린을 수도로 한 프로이센의 세력이 확대되었다. 독일의 대학은 과학과 인문학의 세계적 중심지가 되었고 음악과 예술이 번성했다. 1871년 독일의 통일은 오토 폰 비스마르크가 이끄는 프로이센이 독일 제국을 수립하면서 이루어졌다. 제국의 수립으로 새로 선출된 국가의회는 제국 정부 내에서 제한적인 역할만을 담당했으며, 이후 독일은 아프리카와 태평양에서 식민지 확장에 돌입했다.
1900년대까지 독일은 유럽 대륙의 주요 강대국이었고, 급속도로 확장된 독일의 공업력은 영국을 앞지르며 해군력 경쟁을 유발시켰다. 독일은 제1차 세계 대전에서 동맹국을 이끌었으나 패배했고, 전쟁배상금을 지불해야 했으며 식민지와 국경을 따라 많은 영토를 빼앗겼다. 독일 11월 혁명은 빌헬름 2세의 퇴위로 독일 제국을 붕괴시키고 불안정한 의회에 기반한 바이마르 공화국을 수립했다. 1933년 1월, 나치당의 지도자 아돌프 히틀러는 대공황으로 인한 경제적 불황과 제1차 세계 대전으로 독일에 부과된 조건들에 대한 대중의 분노를 이용하여 독일을 장악했다. 히틀러의 독일 장악으로 만들어진 나치 독일은 인종 차별, 특히 반유대주의를 정책의 중심 원칙으로 삼았고, 영토적 확장을 위해 공격적으로 나섰으며, 자신들이 요구한 것이 받아들여지지 않으면 전쟁으로 위협했다. 나치 독일은 빠르게 재무장했고 독일어를 사용하는 국가들과 지역을 합병하고 최종적으로 폴란드를 침공하여 제2차 세계 대전을 일으켰다. 전쟁 중에 나치당은 홀로코스트로 알려진 체계적인 집단학살 계획을 수립하여 약 600만여 명의 유대인을 포함하여 총 1,700만여 명을 살해했다. 1944년까지 독일군은 모든 전선에서 밀려났고 1945년 5월 나치 독일은 붕괴했다. 연합군 점령 하에 탈나치화 운동이 전개되었고, 이전에 독일이 점령했던 지역의 독일인들은 추방되었으며, 독일 영토는 승전국에 분할되면서 동부 영토는 폴란드와 소련에 합병되었다. 독일은 냉전 시기 내내 북대서양 조약 기구에 가입한 서독과 바르샤바 조약 기구에 가입한 동독으로 분할되어 있었으며, 동독의 독일인들은 공산주의 세력에서 벗어나기 위해 서독으로 도피했다. 냉전 시기 서독은 급속한 경제 성장을 이루어냈으며, 서유럽에서 지배적인 경제 강국이 되었다.
1989년 베를린 장벽이 붕괴되고 동구권이 해체되면서 1990년 독일의 재통일이 이루어졌다. 재통일 이후 독일과 프랑스와의 관계 개선은 유럽이 유럽 연합으로 정치적 통합을 이루어낼 수 있도록 하는 기반이 되었으며, 1999년 독일은 유로존 창립에 참여했다. 현재까지도 독일은 유럽의 경제 강국 중 하나로, 유로존의 연간 국내총생산(GDP)의 4분의 1에 기여하고 있다. 2010년대 초 독일은 그리스와 남유럽 국가들의 유로존 위기를 해결하는 데 중요한 역할을 했다. 2015년 독일은 시리아 등 해외의 난민들을 받아들이는 주요 수용국으로서 유럽 난민 위기를 겪었으며, 2022년 독일은 러시아의 우크라이나 침공을 규탄하고 연방방위군을 강화하기로 결정했다.

## 선사 시대
1907년 호모 헤이델베르겐시스가 발견되었는데 이로서 독일 지역에 구석기 시대부터 인류가 존재했었다는 설이 입증되었다. 중석기 시대에 그들은 사냥을 하기 시작했다. 또한 그들은 조개를 채집하기도 했으며, Sippe 씨족집단을 구성하기 시작했다. 신석기 혁명의 여파는 독일 지역이라고 해서 예외는 아니었으며, 라이프찌히에서 신석기 유물이 발견됨으로써 입증되었다. 이때부터 씨족 중심의 원시 사회는 서서히 붕괴하기 시작했고, 귀족 집단이 형성되기 시작했다.
기원전 700년경 소아시아로부터 철이 들어왔고, 이 때부터 본격적인 계급이 형성되기 시작했다. 농업과 목축업이 분업되었다. 소아시아로부터 들어온 철기문명은 우선 무기를 획기적으로 발전시켰고, 농업생산력을 발전시켰는데, 이 때부터 전쟁으로 생긴 노예가 그 노동을 담당하기 시작한 것으로 보인다. 그러나 그들 노예가 로마 제국처럼 매우 중요한 비중을 차지한 것으로 보이지는 않는다.

## 고대 사회

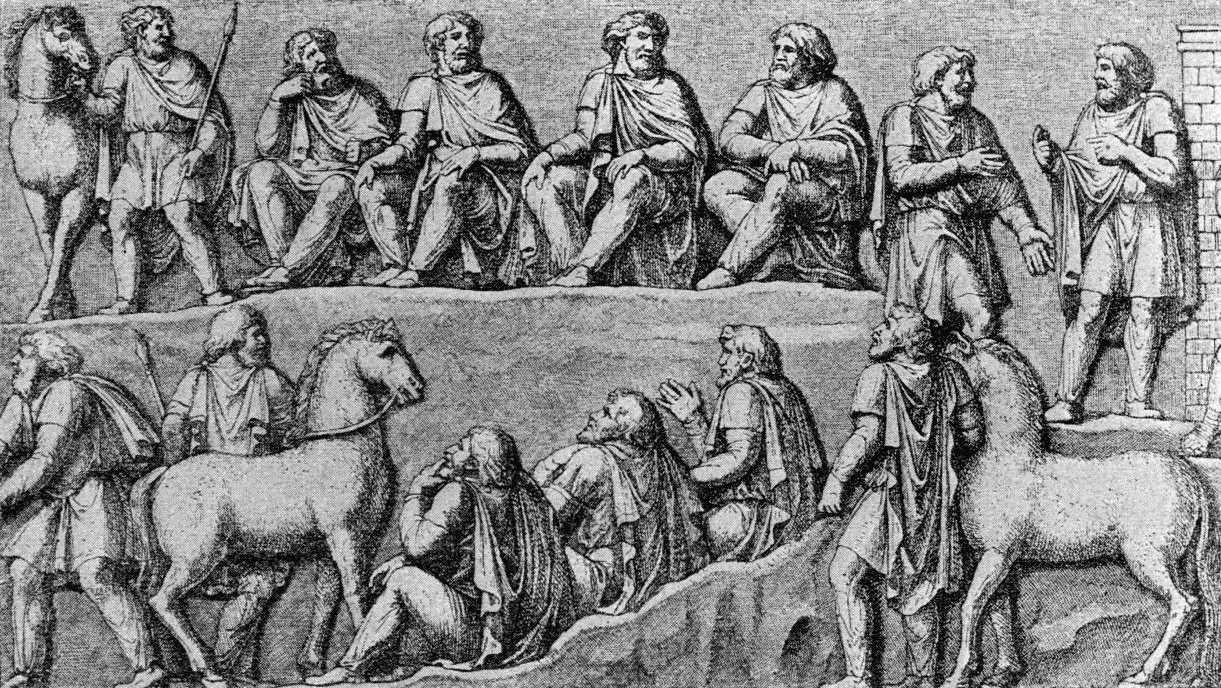
게르만 부족들의 민회를 새긴 부조

### 게르만족 사회

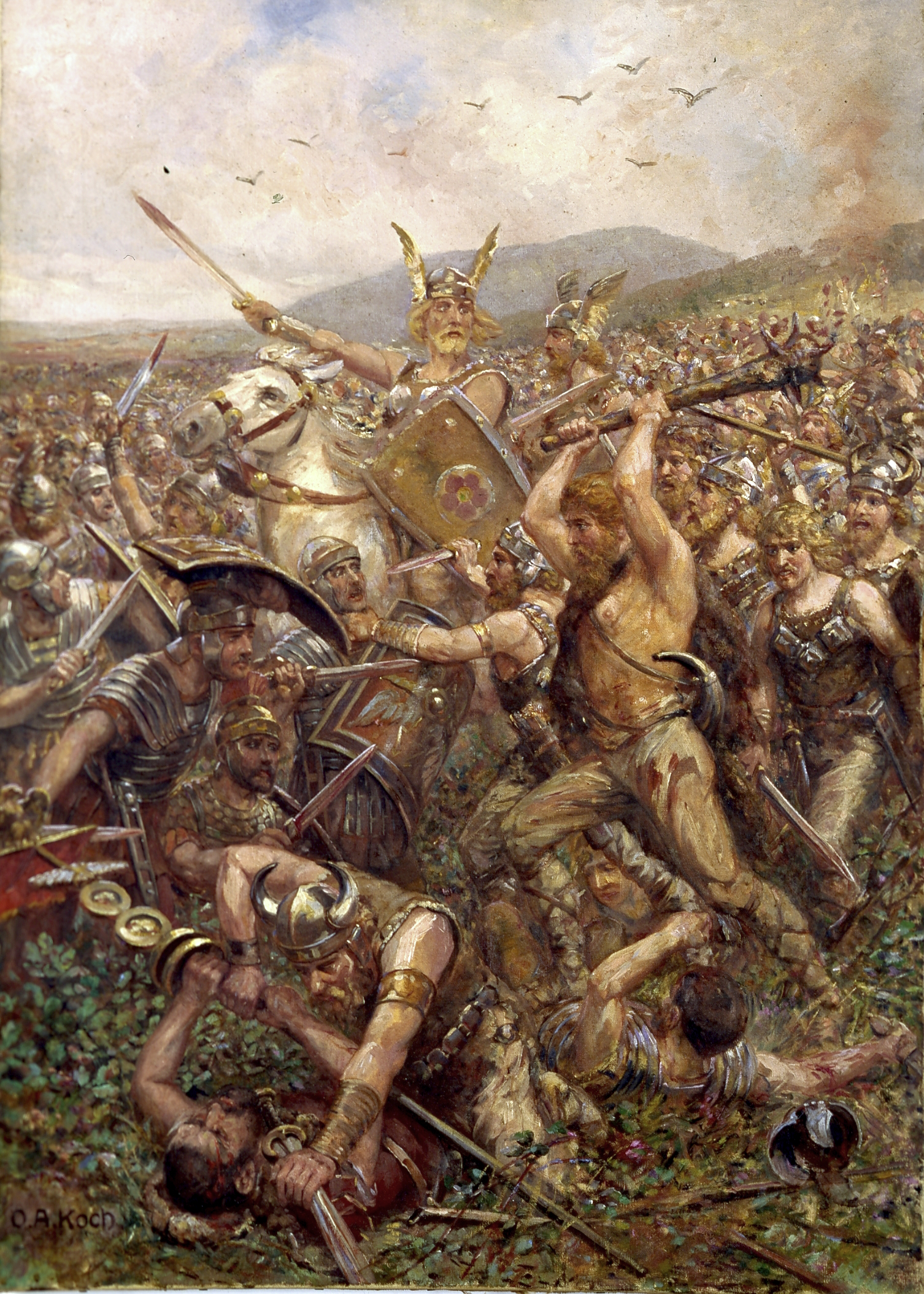
토이토부르크 숲 전투를 그린 벽화

기원전 4세기에서 3세기경에 게르만족이 형성되었다. 이들은 혈통적이라기보다는 경제·사회·문화적 발전에 따른 복속과 통합 과정으로 인해 생겼다. 게르만족은 처음 부족연맹체로써 등장했다. 바이에른족, 알레마니족, 프랑켄족, 튀링겐족, 프리젠족, 작센족 등 같은 부족에 속한 사람들은 관습·종교·문화·법적 전통을 갖는 공동체를 형성하고 있었고, 혈족명으로 다른 부족과 구별하였다.
그러나 초기 게르만 부족들에 대한 정확한 생성과 소멸은 알 수 없다. 한 부족과 다른 부족을 구분짓는 종족적 특징들이 반드시 지속되거나 제한되지 않았기 때문이다. 또한 부족간 합병이나 분할도 빈번했다. 이때 게르만 전사들은 귀족으로 발전했다. 초기 게르만족에 대해서 그마나 알려주는 사료는 타키투스의 《게르마니아》의 율리우스 카이사르의 《갈리아 전쟁기》에 일부 나와 있다.
게르만족은 숲 속에서 살았는데 토지는 공유제였다. 경작시 공동체구성원에게 평등하게 분할되었다. 토지분할이 매해 일어나, 소유권은 영속적이지 않았다. 농업상의 필요에 의해 토지의 사유화가 일어나지는 않았다. 지리적 조건 탓에 그들은 사냥과 목축업에 더 주력했던 것 같다. 공동체에서 중요한 일은 민회에서 결정하였다. 독일 역사가들 중에는 이를 귀족사회라고 주장하는 파가 있다.
타키투스의 《게르마니아》에 따르면, 북동부의 게르만족은 민회 대신에 "제사장-왕"의 지위가 있었다. 민회는 서부 게르만족의 것이었다. 그들은 평시에는 공동의 행정기관이 없었으며, 전시에 지도자가 선출되기는 했으나, 제도화된 힘은 아니었다. 아무튼, 고대 게르만 사회에서 중요한 계층은 농민 전사층이었다. 귀족 계급도 "요청에 따른 복종"이라는 특징을 지니고 있었다. 게르만족의 본격적인 귀족 계급 형성은 로마 제국 멸망 이후이다.
기원전 1세기경부터 라인강을 중심으로 로마인이 출현하기 시작했다. 로마는 게르만족을 정복하려고 했으나, 토이토부르크 숲 전투에서 대패한 뒤로는 라인강을 넘어가지 않았다. 그러나 로마의 라인강 진출은 게르만족에게 앞선 로마 문명을 전달해주는 계기를 마련해주었다. 라인 강 주변의 본, 트리어, 마인쯔, 쾰른 등지에는 로마군이 주둔했으며, 군용 도로가 건설되었다.
게르만족은 조금씩 로마군에 입대하는 경우도 있었다. 로마 제국 말기에 이르면, 게르만족 전사들은 점차 대규모로 로마군에 입대하게 된다. 심지어 부족 전체가 로마군으로 입대하는 사례가 발견되기까지 한다. 로마가 이 지역에서 철수하자 그들은 로마군의 장비와 생산도구들을 불하받아, 급속히 귀족 계급으로 성장하였다. 그러나 아직은 씨족적인 귀족이었다.

### 프랑크 왕국
498년 클로비스가 기독교로 개종하면서 프랑크족의 귀족들은 초기의 봉건적인 귀족으로 전환하게 되었다. 6세기에 프랑크족에 의한 봉건적 국가가 구성되었으며, 프랑크족은 다른 게르만족 국가들과는 달리, 유럽 역사에 매우 중요한 영향을 끼치게 되었다.
이때 프랑크족은 로마 가톨릭으로 개종하여, 로마 교회의 지지를 얻을 수 있었고, 또한 정복지인 갈리아의 원주민들(갈리아인들과 로마인)의 지지와 협력을 얻을 수 있었다. 이것이 다른 게르만족들이 세운 국가들과 달리 프랑크 왕국이 오래 살아남고, 또한 유럽 역사에서 매우 중요한 역할을 할 수 있었던 가장 큰 요인인 것이다.
751년, 피핀 3세가 교황의 지원을 배경으로 프랑크왕으로 등장하였는데, 이때 피핀이 기증한 중부 이탈리아가 훗날 교황령의 기원이 되었다. 피핀의 아들인 카롤루스 대제(프랑스어로는 샤를마뉴)는 도나우 강변까지 영토를 확장하여 이곳에 오스트마르크(Ostmark, 오스트리아 변경백국)를 설치하였고, 이것이 오늘날의 오스트리아의 기원이 되었다.

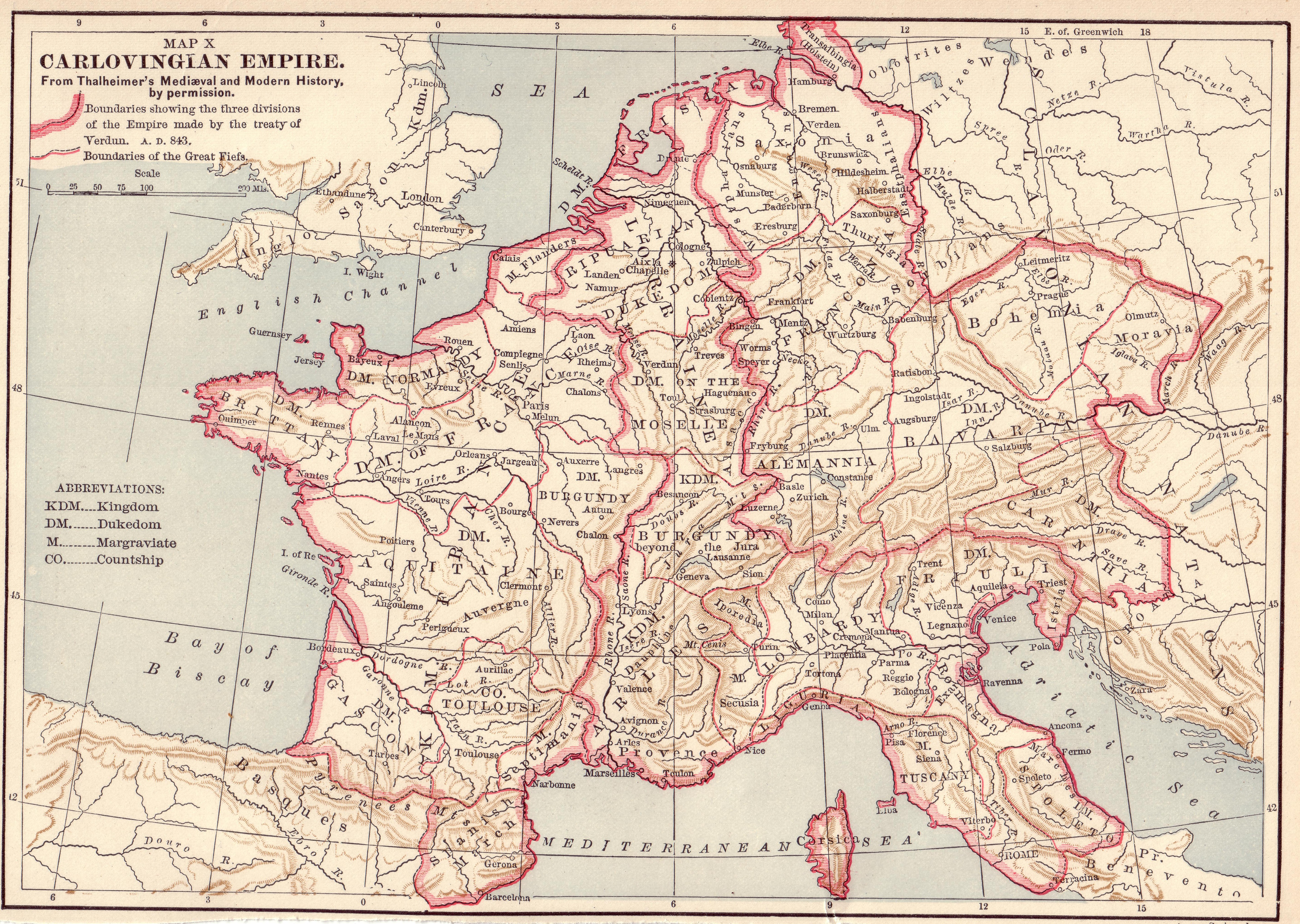
843년 베르됭 조약 이후 3개로 나뉜 프랑크 왕국.

카롤루스 대제는 옛 서로마 제국의 대부분의 영토를 획득했고, 교황 레오 3세로부터 서로마 제국 황제로 인정받았다. 이것은 로마 교황이 비잔티움 제국의 동방 기독교에게서 벗어나려는 시도로써 이루어졌다. 카롤루스는 성문법을 만들고, 문법을 정리하기도 했으며 중앙집권화를 추구하였다. 그러나 실제로는 국가 연맹적 성격이 강했으며, 그 영향력이 강한 것만은 아니었다.
843년 베르됭 조약으로 프랑크 왕국은 3등분되었으며, 서프랑크는 오늘날의 프랑스, 중프랑크는 지금의 이탈리아, 동프랑크는 지금의 독일의 기원이 되었다.

## 중세 사회

### 신성 로마 제국의 성립

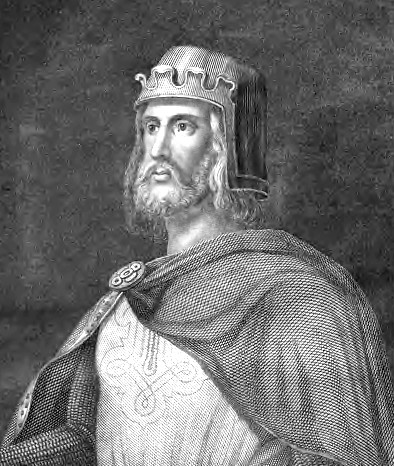
하인리히 1세

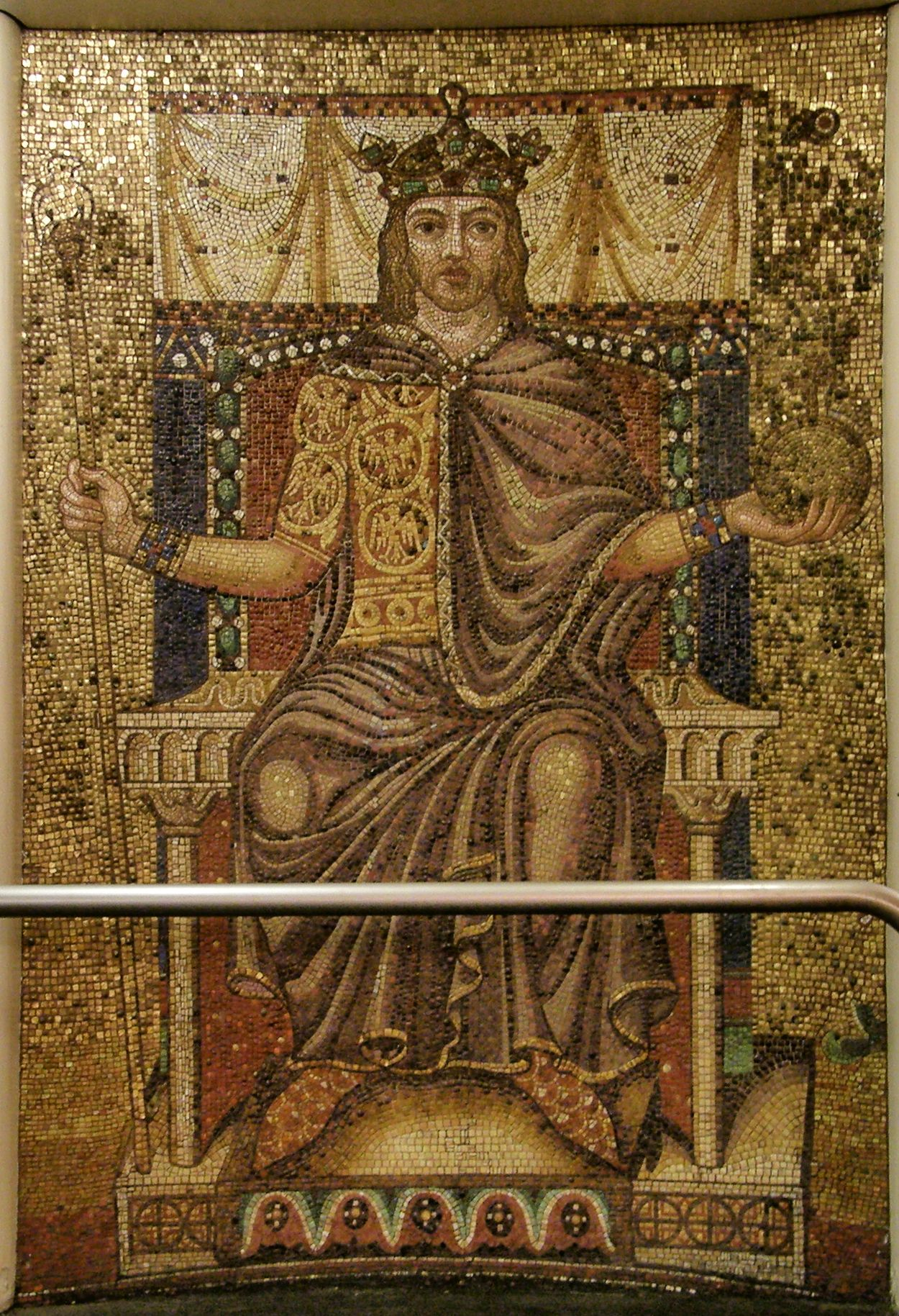
오토 대제

919년에 작센의 하인리히 공작이 독일국 왕으로 선출되었다. 그는 넓은 토지를 소유하고 있었으며, 많은 가신을 보유하고 있었다. 헝가리와 상대로 전쟁을 하여 영토를 확장했으며, 928∼929년에 슬라브(폴란드)를 공격했다. 그는 마자르(헝가리)에 대한 곡물 납부를 거부하기도 했다. 그가 하인리히 1세이며, 그의 아들이 오토 1세이다.
오토 1세는 재차 침입해온 마자르군을 완전히 물리치고 독일 국가 권력의 강화를 추구했다. 이 과정에서 교회의 도움이 필요하다는 인식하에 국가 교회 제도를 도입하게 된다. 주교와 수도원에 토지를 기증하고 성직자들에게 세속적인 관직을, 즉 봉건 영주의 작위를 수여하면서 주교령에 대한 왕의 보호를 약속한다. 왕과 성직자의 이러한 결속은 봉건영주들과 정치적 균형을 가져와 왕권이 강화되었다. 오토는 곧 북이탈리아를 점령했으며, 교황으로부터 신성 로마 제국의 황제 칭호를 받게 된다. 황제는 로마 교회를 보호하며, 그 대신 교황은 황제가 보유한 이탈리아 내의 영토를 인정한다는 약속을 하게 된 것이다. 이후 신성 로마 제국의 황제들은 독일 국내의 문제보다는 이탈리아 문제에 더 신경을 많이 쓰게 됨으로써 스스로 왕권약화를 초래하였다.
한편, 슬라브족의 땅을 점령하면 Markgraf라는 공작들을 점령지역(Mark라 호칭함)에 파견하여 다스리게 하였다. 오스트리아도 Ostmark라는 변경의 한 주였다. 이들 슬라브지역은 점령되면 다시 반란을 일으켜 독립하고, 다시 독일이 이들을 점령하는 악순환을 되풀이하고 있었다. 브란덴부르크 Mark는 훗날 프로이센이 되었으며, 뮌헨주변은 훗날 오스트리아로 발전한다.

### 카노사의 굴욕

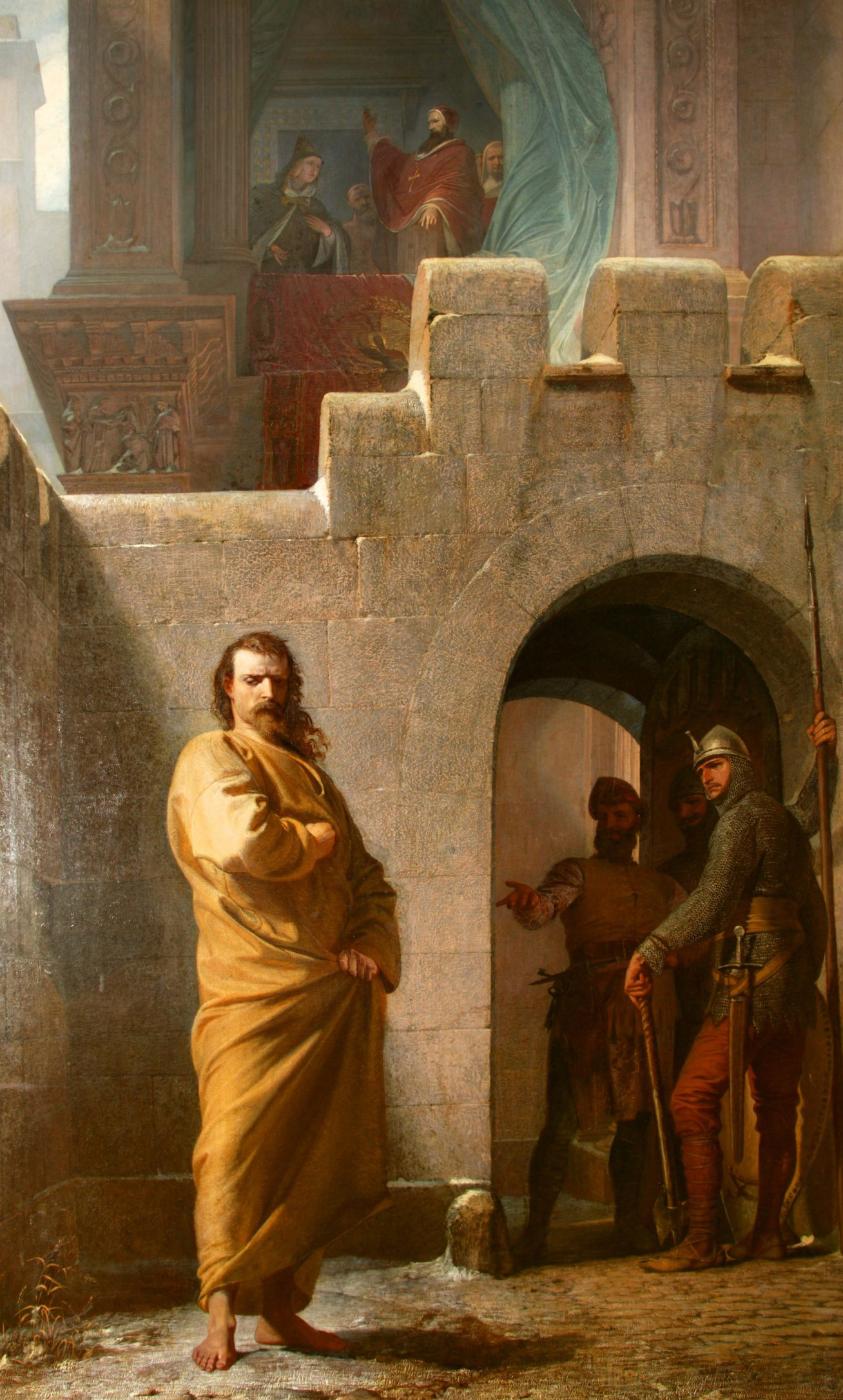
하인리히 4세가 카노사 성에서 용서를 구하는 모습.

교황은 스스로 신의 대리자라 자칭하고 있었고, 주교 임명권을 주장하고 있었다. 황제는 스스로 세속권력을 가지고 있다고 생각했으며, 황제는 독일국가내의 주교들에 대한 서임권을 행사하고 있었다. 황제의 서임권은 강력한 황제권의 밑받침이었던 것이다. 그걸 내놓을 생각은 전혀 하고 있지 않았다.
그러나, 교황은 달랐다. 11세기 무렵의 교황들은 그 이전부터 진행되어 오던 클리뉘 수도원을 중심으로한 개혁운동을 이끌던 이상주의자들이었다. 매우 이상적인 개혁주의자들이었다. 성직자들의 임명권(서임권)을 왜 세속군주가 갖고 있는지에 대해 그 이유를 납득하지 못했다. 교황은 당연히 서임권을 자신이 행사하겠다고 나섰고, 세속 군주로서는 그것을 교황에게 돌려줄 수 없었다. 그래서 발생한 것이 
고조되어 가던 교속의 갈등은 결국 신성 로마 제국의 하인리히 4세와 교황 그레고리오 7세 때에 폭발한다. 이것이 1077년에 발생한 저 유명한 "카노사의 굴욕" 사건이다. 반(反)황제적인 독일국내의 귀족들이 교황과 결탁하였고, 교황은 서임권의 반환을 요구하였다.
황제는 도시민들의 지원을 받았으나, 안 팎에서 공격을 받게 된 하인리히 4세는 결국 카노사 성에서 교황에게 굴복하였다. 그러나 몇 년 후 하인리히 4세는 그레고리오 7세를 병사시켰다. 이 사건은 황제와 귀족의 대립이며, 신정 정치 체제와 세속 군주정간의 권력쟁탈전이었다. 결국 두 가지가 복잡하게 얽히고, 설킨 것이 바로 '서임권 분쟁(the Investiture Contest)'이었던 것이다.

### 십자군 전쟁
1095년 교황 우르바누스 2세의 선동으로 십자군 전쟁이 일어나게 된다. 서임권 분쟁 이후의 혼란한 상황을 정리하고, 다시 중앙 집권적 권력을 일시적으로나마 강화한 프리드리히 바르바로사도 십자군 전쟁에 참여하였다.
독일의 기사들은 십자군 원정으로 동방의 문물을 접함으로써 궁정 문학 등 새로운 문화의 주체로 나서게 되었다. 이는 후일 독일적인 민족 의식을 낳는데 기여했다.

### 경제적 발전

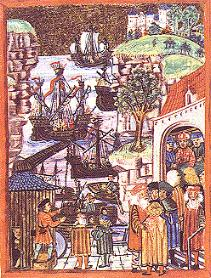
함부르크와 뤼베크 간의 한자동맹 창설

독일에서도 시장이 나타났으며, 수공업이 조금씩 발전하기 시작했다. 카롤링거 왕조 시대에 교역장소는 고작 60∼70여개였으나, 11세기초에는 라인강과 엘베강근처에 200∼300여개로 늘어나게 되었고 도시들이 생겨났다. 왕과 귀족사이에는 항구적인 갈등이 존재하고 있었으므로, 도시가 제3의 세력으로서 중요해졌다. 이들은 도시 공동체 코뮨(commune)을 형성하였다. 시장은 단순한 물물교환의 장이었으며, 원거리무역시 쉬어가는 곳에 불과했다. 이러한 지역은 강하류에 발달했고, 영주들에 장악되어 있었다. 도시는 봉건적 종속이 약해지고 있었으며, 시민적 도시공동체(commune)을 형성하게 되었다.
11세기에 봉건적 성은 방어시설로서 지배계급의 정치적 안정을 위해 건설된 것이었다. 성과 성(burg)사이에 전쟁이 자주 일어나게 되었다. 처음에는 단순한 도피처였으나, 점차 방어와 거주가 그 주 목적으로 되었다. 성의 재료도 흙과 나무에서 점차 돌로 바뀌어 갔다.
7인의 선제후에 의해 황제가 선출되기에 이르렀다. 이들은 3인의 성직자와 4명의 세속제후로 구성되어 있었다. 이들에 의해 황제가 선출되므로, 황제는 점점 자신의 권력을 잃어가고 있었다.
14세기에 룩셈부르크 왕가는 과도한 대외 전쟁을 일으켰고, 이로 인해 황제권은 더욱 약화되었다. 15세기에는 연방국가가 형성되었다. 급료를 받는 직업관리와 법률가가 등장하여 각 개별 영방국가는 권한이 강화되었다. 그러나 제국 자체는 그러지 못했다. 1413년에 브란텐부르크의 호엔졸레른 왕가가 기사반란을 진압하면서 지역을 통합하기 시작했다. 1442년에는 베를린과 쾰른을 장악하였다.
1437년에는 룩셈부르크 왕가가 합스부르크 왕가로 넘어갔다(알브레히트 2세). 합스부르크 왕가는 1806년까지 이 종이호랑이를 차지하고 있었다. 북부지역을 중심으로 한 한자동맹은 귀족에 저항하면서 도시를 통합하려는 시도를 하였다.
13세기말 한자동맹은 상인한자에서 출발했다가, 도시동맹으로 발전했다. 한자동맹의 핵심은 뤼벡지역으로 노르웨이를 상대로 무역전쟁을 일으킬 정도로 강한 나라였다. 봉건성으로부터 독립을 추구하며, 다른 한편으로 플랑드르에서 이미 발달한 면공업과 일정한 연관을 맺으며 발달하였다. 자본주의적 관계발전에 진보적 역할을 했다. 이 당시 영국에는 아직 상인계급이 없었다. 한자동맹의 발전은 강력한 경쟁자가 없었기에 가능했던 것이다. 한자동맹의 진보적 성격은 14세기까지만 이어졌다.

## 절대주의시대
17세기부터 유럽 대륙 전반에 걸쳐 절대 왕정·상비군 제도·관료제·중상주의를 기반으로 하는 절대주의 시대가 도래하였다.
독일의 절대주의는 봉건 국가의 최고이자 최후의 형태로서 발달하였다. 사회·경제적 측면에서는 소규모 상품 생산 체제가 해체되기 시작하면서 제조업 자본주의가 발달하여 분산된 제조업이 등장하였다.
18세기초 합스부르크 왕가와 부르봉 왕가의 갈등이 본격화하면서 에스파냐 왕위계승전쟁 등 숱한 전쟁을 치르게 되는데 이 전쟁의 결과는 합스부르크의 영향력 확장이었다. 이때에 오스트리아는 중앙관료체제가 성립되었고, 경제적 성장을 이루었다. 오스트리아의 예술과 문화도 발달하기 시작했다.
17세기에 프리드리히 빌헬름 선제후를 중심으로 호엔졸레른 왕가가 브란덴부르크-마크를 중심으로 서서히 발달한다. 이 나라가 바로 훗날 군국주의의 대명사로 19세기 독일사를 주도해나간 프로이센 왕국이다.

## 16세기초 독일의 전환기
15·16세기부터 프랑스 혁명 때까지는 이른바 매뉴팩처(manufacture) 자본주의가 형성되던 시기이다. 이때의 주요한 산업형태는 "선대제(putting-out-system;Verlag)" 체제이다. 선대제는 원거리무역으로 갑부가 된 상인이 직접 생산에 관여하는 체제로 상인이 수공업자에게 원료와 자금을 제공하며, 생산도구는 노동자가 소유한 채, 노동자가 상인에게 약속한 물품을 넘기는 방식이다. 16세기 초 무렵, 생산력이 발달하기 시작하는데, 주석, 구리 광산이 개발되기 시작했으며, 제련소·제철소·섬유 생산이 늘어났다. 생산수단과 부를 축적한 부르주아 계층이 나타나기 시작한 것이 이때부터이다.
농업에서도 자연 경제 중심 체제가 뚜렷하게 화폐경제로 이행되기 시작했고(화폐지대의 출현), 부유한 농민층이 등장하기 시작했으며, 토지에 목을 매달고 살던 기사와 하급귀족들이 몰락·해체하기 시작했다. 이러한 기사와 하급 귀족 중 일부는 근대적 관료로 전환하기 시작했다. 이때의 독일에서 성직자 수는 계속 증가했는데, 이는 독일이 로마의 영향권을 벗어나지 못했다는 반증이며, 종교개혁이 독일에서 시작된 배경을 이루게 된다.
16세기에는 합스부르크왕가의 권력이 확장된 시기였다. 그들의 권력확장은 주로 전쟁에 기인한 것이라기보다, 결혼과 외교에 의존한 확장이었다. 보헤미아·헝가리·독일·스페인 등이 합스부르크로 편입되었다.
초기 부르주아 혁명의 단초는 이때 나타나기 시작한다. 독일을 비롯한 북부유럽은 국민문학이 발달하였는데, 에라스무스의 우신예찬으로 대표되는 북방 르네상스이다.

### 정치적 변동
1250년 호엔슈타우펜 가문의 프리드리히 2세가 죽으면서 호엔슈타우펜 가문은 종말을 고했고, 룩셈부르크 왕가에 이어 오스트리아의 제후였던 합스부르크 가문이 대신 황제로 선출되었다. 그러나 황제는 이탈리아 문제와 국내 문제에 매달려 제대로 왕 역할을 하지 못했고, 수 십년동안 황제가 없는 대공위 시대가 연출되기도 했다.
황제가 힘을 발휘하지 못한 것은 연방제후들의 준동이 큰 역할을 담당했고, 그럴수록 황제권은 약화되는 악순환을 거듭하였다. 정치생활의 중심이 제후들의 연방국가로 이동한 것이다. 농민 반란 실패 후 융커들의 권한이 강화되면서 중앙 권력은 더욱 약해졌다.
대공위 시대 이래 독일에서는 연방국가를 중심으로 한 권력체계를 유지하고 있었으며, 신성 로마 제국의 중앙권력이 2원화된 형태로 6세기 가까이 유지되었다. 농민 반란은 부르주아나 농민에게 더 고통을 안겨다 주었다. 또한 로마 가톨릭교회가 독일내에서 세력을 잃었다.

## 종교 개혁

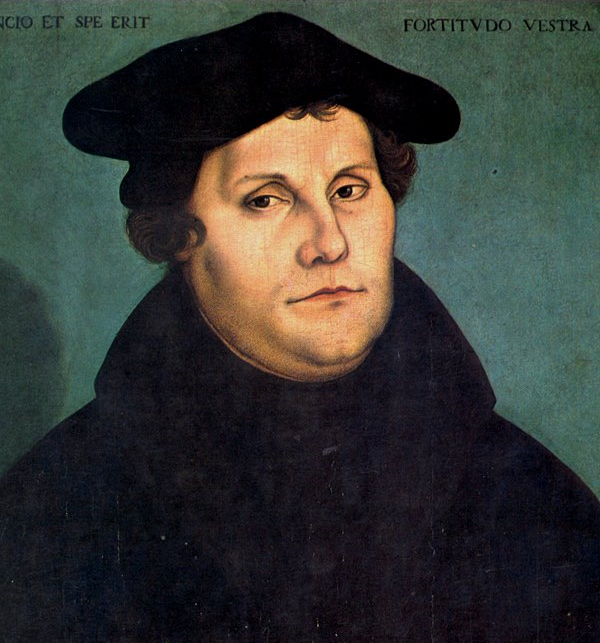
마르틴 루터

종교 개혁은 16·17세기 유럽에서 일어난 기독교 내의 개혁 운동이다. 로마와 아비뇽의 대립은 14세기경부터 교회의 추락을 볼러왔다. 그리하여 피사·콘스탄츠·바젤 등지에서 공의회(公議會)가 열렸으나, 근본적인 해결책을 제시하지 못했다. 이러한 교회의 부패에 불만을 가진 마르틴 루터와 그의 지지자들이 본격적인 종교 개혁을 주장하였다. 위클리프와 후스의 개혁도 종교 개혁에 포함된다.
르네상스가 예술과 문화 측면에 국한 되었으나, 종교 개혁은 대중에게 더 큰 영향력을 행사하였다. 종교 개혁은 근대 시민 국가의 형성 과정에 크게 기여하였다.

### 원인
교황 레오 10세는 성 베드로 대성전 건축을 위해 푸거가에 엄청난 돈을 빌렸다. 스페인의 카를 5세도 신성 로마 제국 황제 입후보를 위해 역시 푸거가로부터 돈을 빌렸으나, 돈은 곧 떨어졌고 모자랐다. 그들이 이 문제를 해결하기 위해 생각해낸 것이 면벌부 판매였다. 특히 면벌부는 독일에 집중적으로 팔렸는데, 성직자가 많았다는 것 외에도 이를 제어할 중앙권력이 없었다는 점도 주요한 요인이었다. 중앙 집권이 확립되어 가던 영국이나 프랑스에는 팔지 못했다.

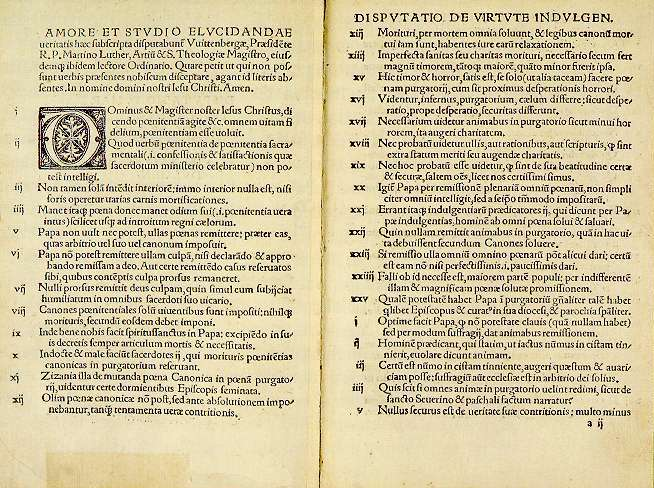
95개조 반박문

1517년, 마르틴 루터가 비텐베르크 교회에 '95개조 반박문'을 붙이면서 독일의 종교개혁은 시작되었다. 루터는 인간은 내면적인 신앙을 통해 구원받을 수 있다고 주장하면서 중세초기의 순수 기독교 사상으로 돌아갈 것을 주장했다. 1518년에 루터는 소환되었고, 1519년에는 에크라는 신학자와 토론하게 된다. 그때까지만 해도 루터는 로마와 결별할 생각을 하고 있지 않았지만, 이 토론에서 패배함으로써 자신이 꿈꾸는 '순수한 기독교' 사회건설을 위해서는 로마와 결별해야 한다고 결심하게 된다.
레오 10세는 1521년에 루터를 파문하게 된다. 그러나, 작센공 프리드리히가 마틴 루터를 숨겨준다. 루터는 이때 성서를 독일어로 번역한다. 이 번역은 역사상 최초의 모국어성서로서 독일어의 문법 확립에도 큰 기여를 했다. 대중이 성서와 문자를 인식하게 되면서, 독일의 민족주의 형성에 이바지하게 된다. 근대적 자본주의 이행에 나타나는 사상의 단초는 이때부터 형성된다. 루터의 사상은 신앙에 의한 의인화(sola fide), 신앙에 의한 구원으로 집약되며, "성서는 모든 대중이 읽어야 한다."고 주장하기도 했다. 일반대중이 성직자라는 중개자를 통해서 신과 만나는 것이 아니라, 직접 만날 수 있다고 믿음으로써 근대적 개인주의 사상이 자라기 시작했다.
이 무렵부터 독일에는 3가지 집단이 등장하는데, 크게 지배층을 중심으로 하는 보수 가톨릭 세력과 프로테스탄트가 그것이다. 1522년에는 루터에 자극받은 이들 기사단이 슈말칼덴 동맹전쟁을 일으키기도 했다. 또한 토마스 뮌처 사상에 영향을 받은 혁명적 집단도 존재하였다. 이들은 1524년에 농민 전쟁을 일으키기도 하였다.

### 결과
루터의 개혁은 북중부독일과 스칸디나비아 반도 지역에만 국한되게 되었다. 농민 전쟁 발 발시점을 계기로 농민과 루터와의 관계는 벌어졌으며, 루터는 정치화한다. 영방교회제 확립을 위해 루터를 지배층들이 끌어들였고, 루터는 이들 세력과 결합하였다. 1529년 이미 에라스무스(Erasmus)와 결별했던 루터는 츠빙글리파와도 결별한다. 루터는 슈말칼덴 전쟁 직전인 1546년에 죽었다.
그러나 엘베강 동부 지역은 종교 개혁에도 불구하고 봉건적 계급 사회가 계속 유지되었다. 1555년 아우크스부르크 화의 이후에도 독일의 종교적 분열은 계속되었고, 반동권력에 의해 상황은 어려워지기만 하였다.

## 30년 전쟁

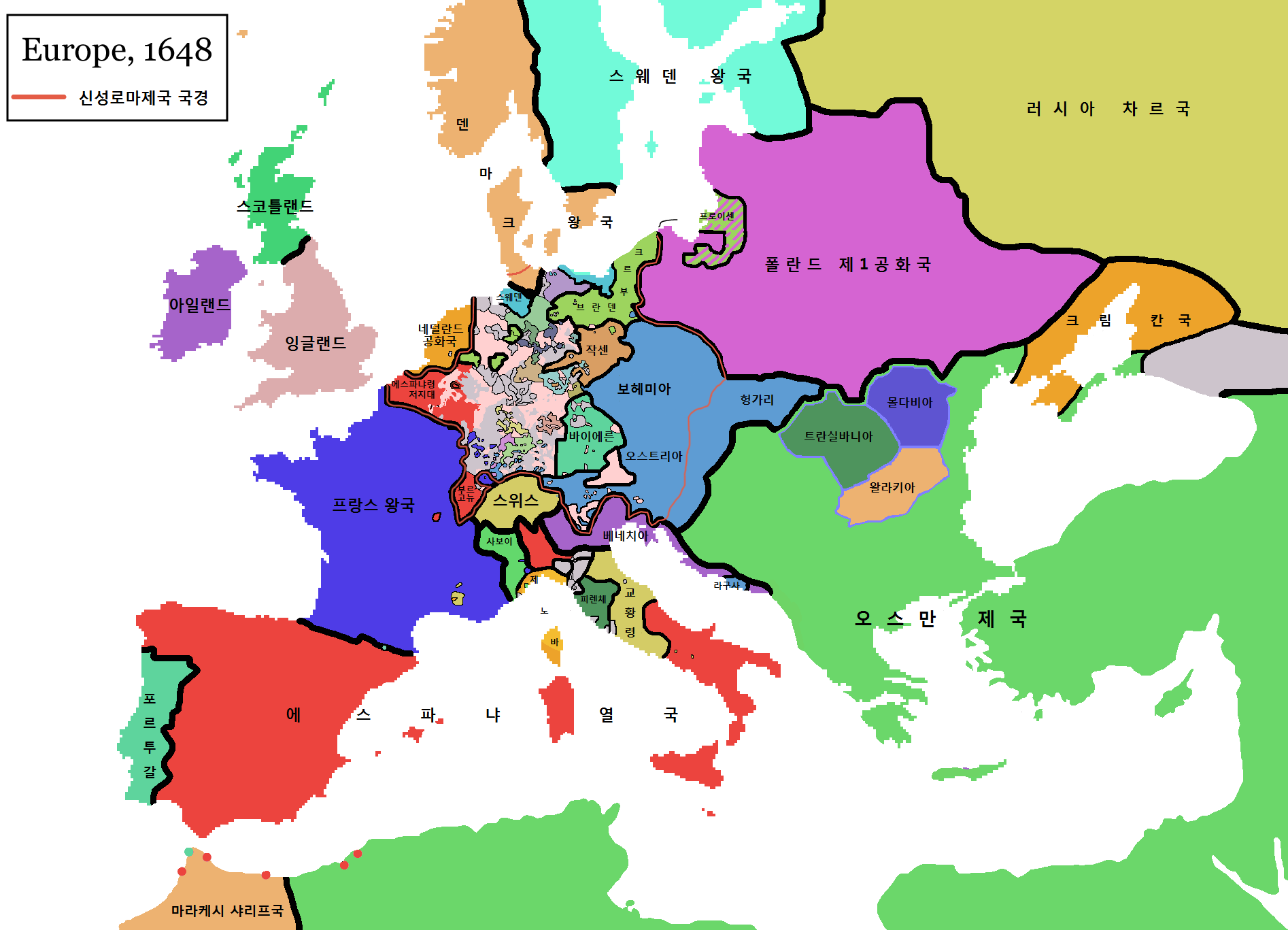
1648년 베스트팔렌 조약 후의 유럽 모습. 붉은 라인이 신성 로마 제국의 영역이었고, 그 안에 보이는 작은 독일 국가들이 있다.

30년 전쟁은 독일 땅으로 외세의 복잡한 갈등을 끌어들인 결과였다. 영방군주들이 외세와 결탁하여 세력다툼을 일삼게 된 것이다. 스페인과 오스트리아를 포함한 대제국을 이룩한 합스부르크 왕조 및 가톨릭 연합세력, 그리고 초기 부르주아와 다른 귀족들간의 연합세력이 대립을 펼쳤다.
프로이센과 오스트리아는 독일내 주도권 쟁탈전을 벌이게 되었지만, 프로이센은 일개 제후국에 불과한 처지였고, "왕국"의 호칭도 갖지 못한 상태였다.
전쟁의 시작은 보헤미아인들이 합스부르크에 저항하면서 시작되었다. 30년 전쟁은 보헤미아와 Platz간의 대립에서 덴마크와 네덜란드의 개입을 거쳐 스웨덴의 개입, 마지막으로 프랑스군이 개입이라는 순서로 전개되었다. 이 전쟁으로 독일 전체는 피폐화되었고, 독일 인구의 1/3이 죽었다. 결국 1648년에 베스트팔렌 조약이 맺어졌다.
조약으로 스위스와 네덜란드의 독립이 확정되었으며, 프랑스는 알자스-로렌을 차지하고, 프로이센이 확장되었다. 이때 확장된 영토를 배경으로 프로이센은 18세기초에 왕국이 될 수 있었다. 브레멘과 베르뎅은 스웨덴이 점령했으며, 프랑스와 스웨덴은 독일 제국 의회에 선거권을 가지게 되었다. 이는 이 두 강국이 독일의 내정에 간섭하게 되는 계기를 마련한 것이었다.

## 프로이센 왕국
프로이센 왕국은 호엔촐레른 왕가가 지배했던 독일 북부 지역에 위치한 왕국으로 1871년에 성립해 1918년까지 존속했던 독일 제국의 중심적 역할을 한 국가였다.

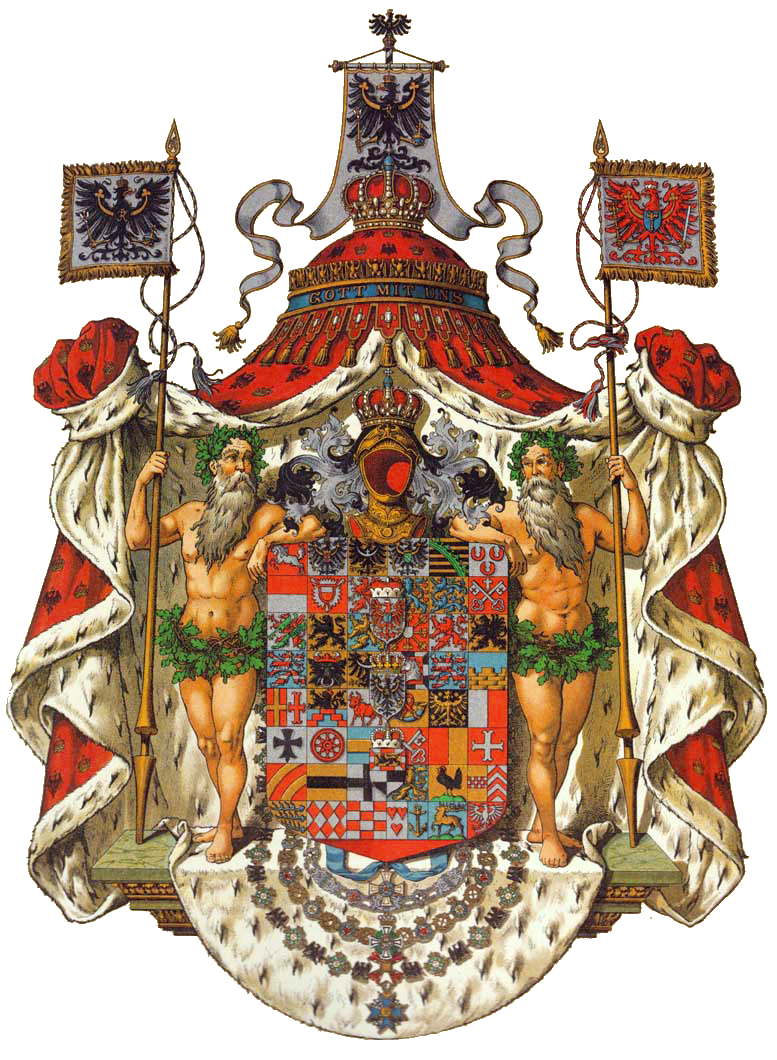
프로이센 왕국 문장

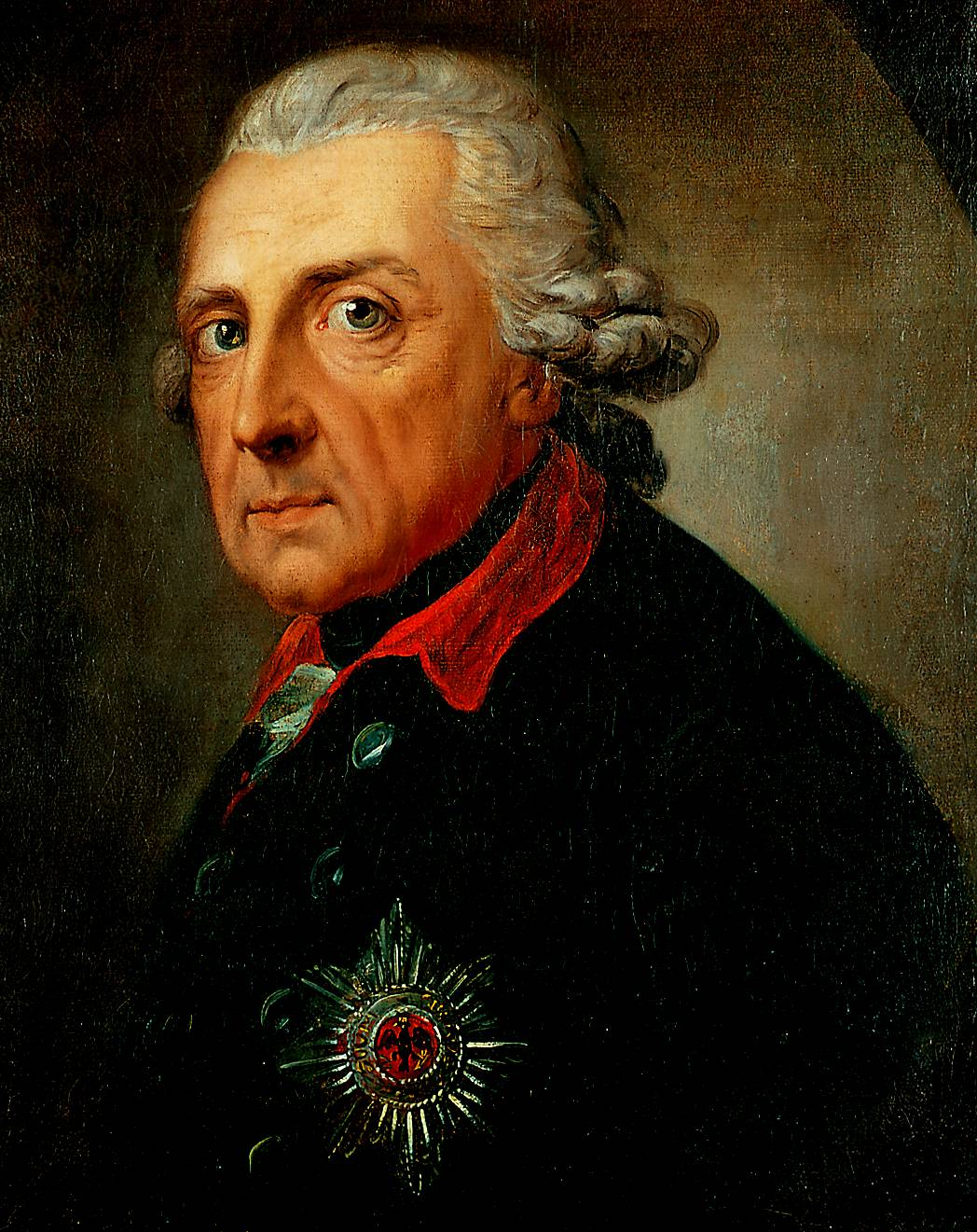
프리드리히 2세

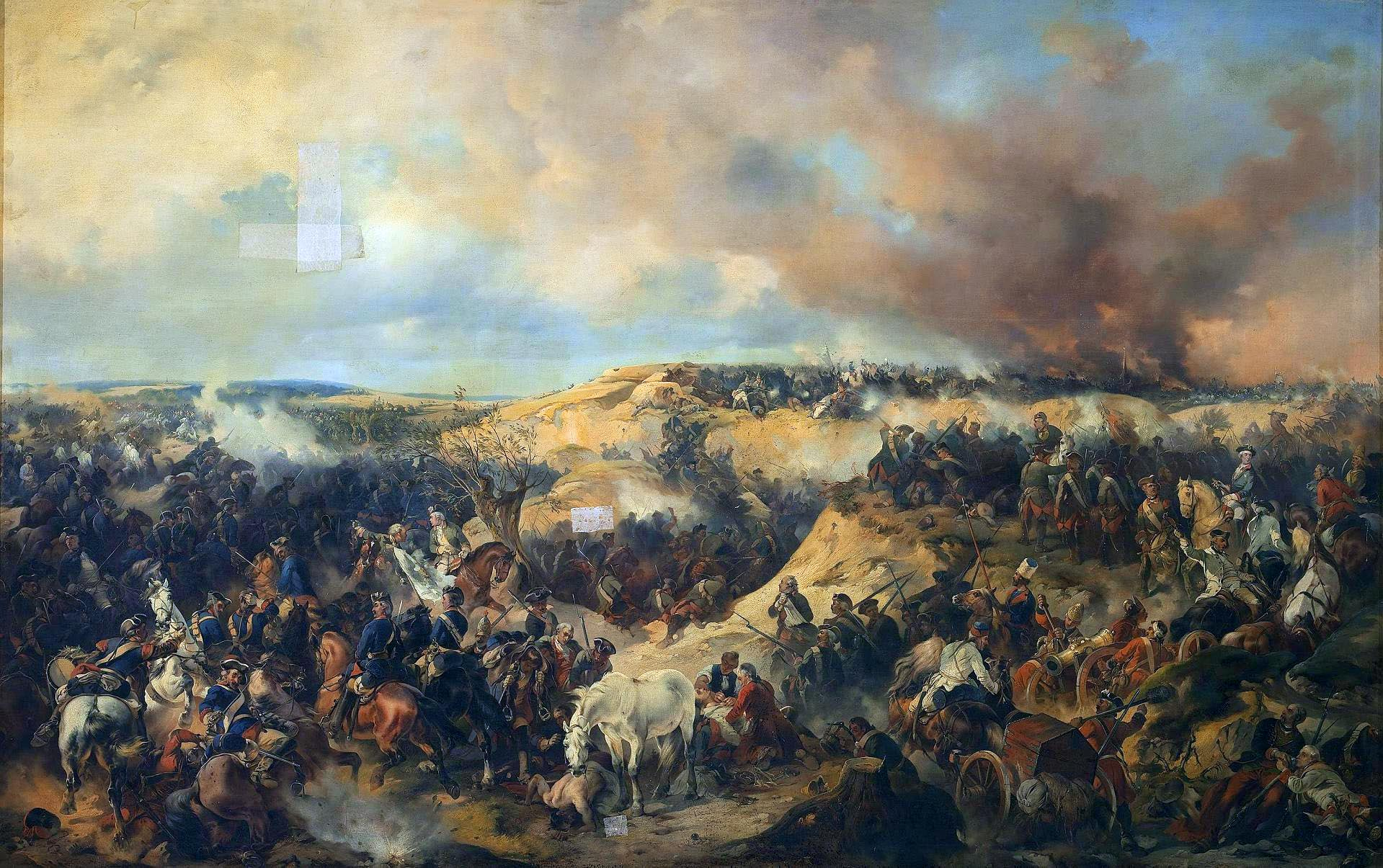
7년 전쟁, 쿠너스도르프 전투

30년 전쟁이 끝난후, 신성 로마 제국의 영방국가 중 비교적 전쟁의 피해가 적었던 프로이센이 비약적으로 성장하게 된다. 특히, 프리드리히 2세때 크게 성장하는데 프리드리히 2세때 오스트리아 제국의 합스부르크왕가와의 7년전쟁(오스트리아 왕위 계승 전쟁)을 통해 석탄과 철이 풍부한 슐레지엔 지방을 차지하여 유럽의 강대국으로서 지위를 굳히게 된다.
또한 국내 산업을 육성하는 정책을 펴서 계몽사상에 심취해 있어서 농노들의 처우를 개선하고 고문을 폐지하는 등 정책을 실시한다. 하지만, 농노제는 여전히 프로이센의 사회적 저기반으로 남아있었는데, 이는 여전히 프로이센의 사회적 지배계층 세력이 '융커'라 불리는 토지 귀족들이었고, 프리드리히 2세 또한 나라안에서 절대적 권력을 가진 군주였기 때문이다.

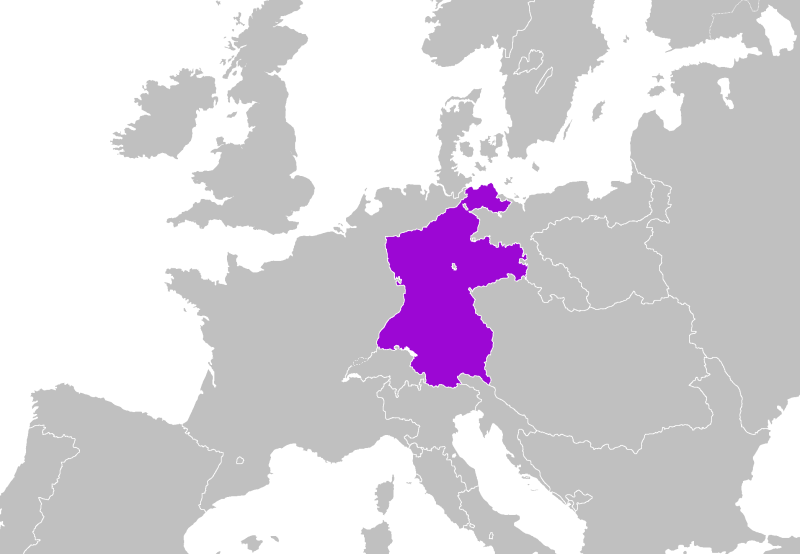
1812년에 라인연방.

그러나 프리드리히 2세대제 이후 프리드리히 빌헬름 3세 때에 들어서면서 프로이센은 위기를 맞이하게 되었다. 왕은 암우하였으며, 군대는 나약해져 나폴레옹 보나파르트가 이끄는 프랑스군에 제대로 저항하지 못하였으며, 예나 전투와 아우스터리츠 전투 등 전쟁에서 패한 뒤, 1807년 틸지트 조약을 체결하여 영토의 반을 잃고, 잃은 영토들은 나폴레옹이 라인연방이라는 꼭두각시 정부를 만들었으며, 많은 배상금을 지불하고, 대륙 봉쇄령에 따른 대영제국과의 무역금지와 프랑스군 주둔 등의 경제적 압박을 당하여 사실상 프랑스의 지배를 받는 속국으로 전락하고 만다.
이러한 위기를 극복하기 위해 샤른호스트나 클라우제비츠, 슈타인, 하르덴베르크 등에 의한 근대화를 위해 실시한 개혁에 의해 농노 해방과 행정 기구의 쇄신을 실시했다.
프랑스에 의한 지배는 독일인들에게 민족으로서의 자각심을 불어넣어,이때부터 프랑스로부터의 해방자로서의 역할을 프로이센에게 요구하는 사람들이 늘어났다. 하인리히 폰 클라이스트 같은 열광적인 민족주의자들이 나타나 민족주의를 고취했기 때문에 독일 통일을 목표로 하는 운동이 시작되었지만, 프로이센은 아직 그러한 일부 자유주의자들의 이상과는 거리가 멀었다.
일대 개혁을 단행한 프로이센은 대프동맹에 중심적 역할을 했으며 1815년, 워털루 전투에서 나폴레옹의 프랑스군을 물리치면서 다시 강대국의 반열에 오르게 된다. 1815년 빈 회의에서 프로이센은 구 폴란드 분할로 획득한 영토의 일부를 사실상 러시아에게 양보하게 되었으나, 그 대신 베스트팔렌지역을 획득하였고, 동년에는 독일 연방에도 가맹하여 맹주인 오스트리아 제국과 세력을 양등분하였다.
이무렵, 러시아 제국 및 오스트리아와 신성동맹을 체결한 프로이센은 자유주의적 독일 통일 운동을 억압하면서 개혁은 정체되었고 절대주의가 난입하게 되어, 지주 지배체제가 다시 강화되었다.

## 독일의 경제적 통합
39개의 군소국가로 분리되어있던 상황에 1818년 프로이센을 중심으로 관세 동맹이 결성됨으로써 독일 연방 내의 국가들이 서로 무역할 때 부과되었던 번거로운 관세들이 폐지되었기에 독일경제는 이전과 비교도 안될 정도로 급성장하기 시작했다. 이것을 통해 관세동맹은 독일의 민족의식을 일깨우는 역할을 한 셈이다.
통일의 기운은 1848년 프랑스 2월 혁명으로 영향을 받았는데, 2월 혁명이 일어나자 그 영향으로 프랑크푸르트 국민 회의가 열리고, 이곳에서 자유주의적 평화통일방안이 논의되었으나 실패하였다.

## 독일 통일 전쟁

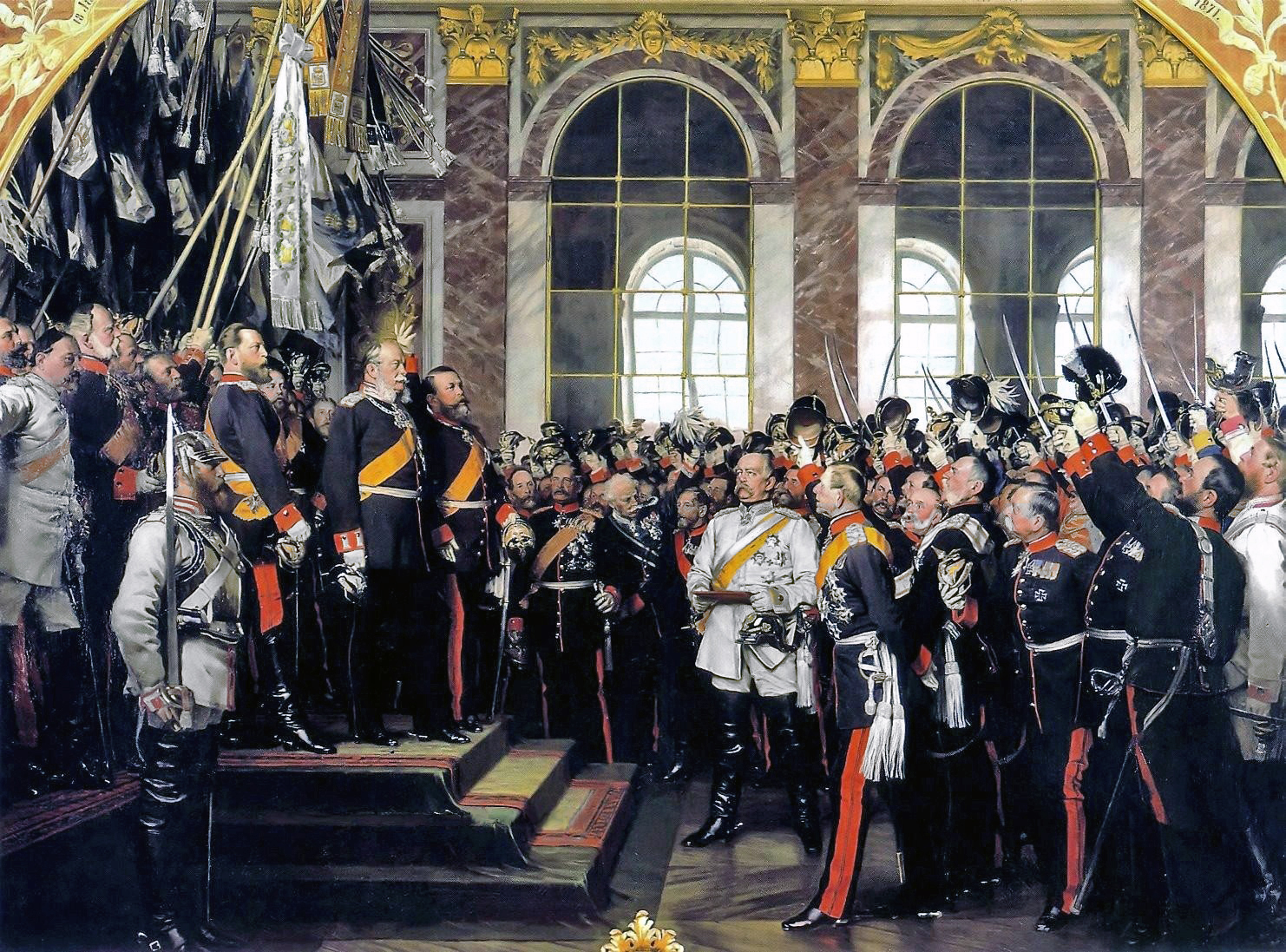
베르사유 궁전에서의 독일제국 선포식.

자유주의적 통일을 주장했던 프랑크푸르트 국민회의가 실패한 이후 독일의 정치적 통일은 프로이센을 중심으로 전개된다. 1862년 프로이센의 수상으로 임명된 오토 폰 비스마르크는 의회와 자유주의 세력의 반대를 억누르고 철혈정책을 추진하였고, 이를 바탕으로 1866년 오스트리아 제국을 맞아 쾨니히그레츠 전투에서 크게 이겨 북독일 연방을 성립시켰다.
이어서 나아가서는 1871년 7월 14일에 프랑스와 전쟁이 일어났다. 프랑스는 외교적으로 고립되어 있을 뿐만 아니라 전쟁준비가 되지 않은 상태였다. 프랑스군은 마르스라투르 전투와 그라블로트 전투에서 참패해 괴멸되었다.
스당 전투에서 나폴레옹 3세는 포로가 되었고, 파리 시민들은 파리 코뮌를 세우고 계속 독일군에 저항하였으나 4개월 만에 항복하고 만다. 프로이센군은 파리에서 시가행진을 하였다.
프랑스를 격파하고 이 전쟁에 승리한 프로이센은 베르사유 조약으로 통해 알자스지방과 로렌지방을 되찾고, 베르사유 궁전에서 빌헬름 1세를 황제로 즉위하여 독일 제국의 수립을 선포함으로써, 독일의 통일과 독일제국 수립을 성립시켰다.

## 독일 제국

독일 제국의 국기.

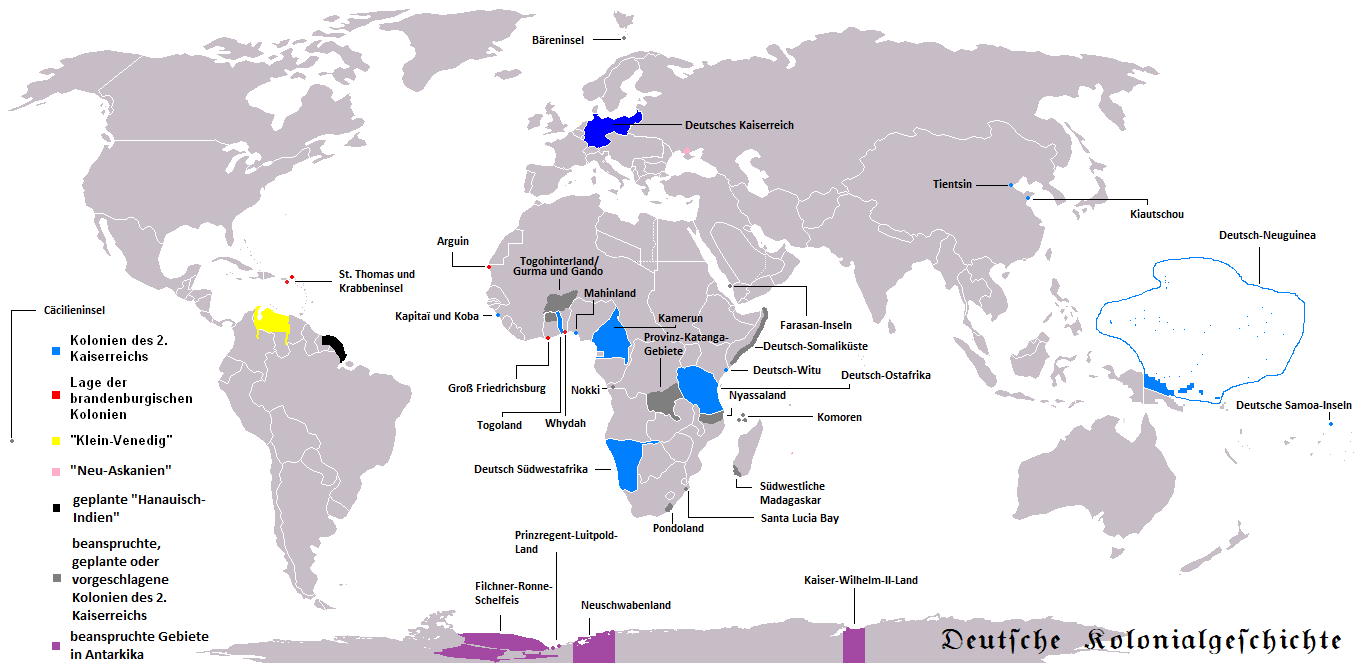
독일 제국의 영토.

### 성립과 비스마르크 체제
1871년에 프랑스와의 전쟁에서 승리한 프로이센은 베르사유 궁전에서 독일 제후들에게 추대되는 형태로 프로이센 국왕 빌헬름 1세가 독일 황제로 즉위하여, 독일 제국이 성립했다.
그 후 오토 폰 비스마르크는 프로이센-프랑스 전쟁(보불전쟁)에서 패전한 프랑스의 복수를 염려하여, 미연에 방지하기 위해 서구 열강과 복잡한 동맹 관계를 구축해 프랑스를 고립화시키는 외교 정책을 취했다. 이것을 비스마르크 체제라고 부른다. 이 비스마르크 체제로 프랑스를 견제하는데 있어서 성과가 있었다.
해외 식민지로서는 남아프리카와 서아프리카(나미비아), 동아프리카(탄자니아·르완다·부룬디), 카메룬, 토고, 남양 군도, 뉴기니 북동부 및 부근의 크고 작은 섬들(나사 마크 제도), 사모아, 중국의 산둥반도 등을 획득했다.

### 빌헬름 2세의 해외 팽창주의 정책

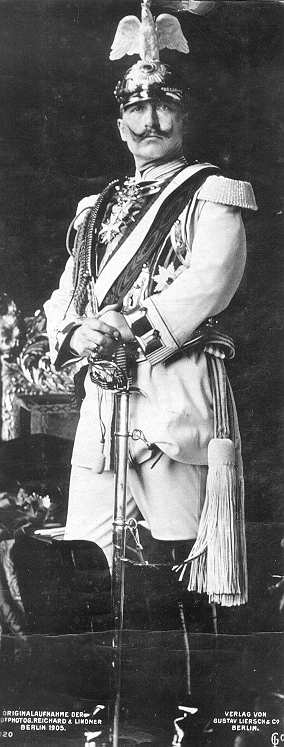
1905년 당시 빌헬름 2세의 모습

1888년, 빌헬름 1세가 사망하고 황태자 프리드리히 3세가 즉위했으나 제위 6개월만에 후두암으로 사망한다. 이어서 프리드리히 3세의 아들 빌헬름 2세가 즉위함으로써, 1888년은 '3황제의 해'라고 불린다. 그해에 즉위한 빌헬름 2세는 오토 폰 비스마르크와 대립하여 1890년, 비스마르크는 은퇴한다. 비스마르크가 실각하자마자 친정을 실시한 빌헬름 2세는 3B정책(베를린(Berlin)과 비잔티움(Byzantium), 바그다드(Baghdad))을 추진하여 제국주의적인 팽창정책을 추진했다.
그로 인해, 카이로(Cairo)와 케이프타운(Cape Town), 캘커타(Calcutta)를 연결하려는 3C정책을 내세웠던 대영제국과 영구 부동항을 확보하려는 러시아 제국, 그리고 프랑스와의 모로코 사건 등과의 대립으로 무리한 팽창 정책으로써, 결국 비스마르크 체제가 무너지게 되었고 이러한 여러 가지로 열강세력들과 충돌하게 되어 훗날, 제1차 세계 대전으로 이어져 발발하게 된다.

## 제1차 세계대전
1914년, 오스트리아와 세르비아 사이에서 긴장이 높아가던 중 세르비아의 한 민족주의자 청년이 보스니아의 수도 사라예보를 방문한 오스트리아 황태자 부부를 암살하는 사건이 일어났다. (사라예보 사건)
이를 계기로 오스트리아가 세르비아에 선전포고하였다. 그러자 세르비아를 지원하였던 러시아 제국은 오스트리아와 동맹국이었던 독일에 대항해 총동원령을 내렸으며, 독일은 러시아, 프랑스, 영국, 벨기에에 선전포고, 공격함으로써 제1차 세계대전이 시작되었다.
독일은 짧은시간내에 전쟁이 끝날것이라는 예상을 했지만, 마른 전투에서 패배하면서 전쟁의 양상은 참호전과 장기전으로 되어갔다. 전쟁이 진행됨에 따라 주변국가들이 이해관계에 따라 참전하였고, 독일이 제해권을 빼앗기 위해 무제한 잠수함 공격을 가했고, 전쟁의 양상은 점점 더 치열해져 갔다.
여기서 미국 상선이 독일 잠수함에 의해 격침당하자 미국은 1917년에 독일 제국에 선전포고를 한다. 그리고 미국은 대규모 군대가 파견되어 서부유럽 전선에 참전하게 되며 전쟁양상은 독일제국이 불리하게 되어간다. 이 무렵 러시아에서는 혁명이 일어나 러시아와 독일과 단독강화를 맺고 전선에 이탈하였으며, 1918년에 같은 동맹국이던 오스만 제국이 탈퇴했다. 특히 러시아 혁명으로 통해 동맹국 오스트리아와 독일 국민들 사이에서 크게 영향을 받아 반전 운동이 생겼고, 독일 킬 군항에서 수병들이 반란을 일으켜 11월 혁명으로 퍼져 나가자, 독일제국 황제 빌헬름 2세는 퇴위하고 추방당하여 네덜란드로 망명한다. 1918년 11월, 독일 임시정부는 연합국에 무조건 항복하였다.
제1차 세계대전으로 많은 사상자가 생겼고 엄청난 피해를 남겼다. 이후 베르사유 조약으로 통해 독일제국이 가지던 식민지 영구히 상실, 막대한 배상금 지불, 군비축소, 알자스-로렌 지방 프랑스에 반환 등 패전국 독일에 대한 가혹한 조약으로 인해 뒷날 제2차 세계대전 발발 원인의 씨앗이 된다.

### 성립

1919년~1937년 독일의 영토

제1차 세계대전 중 킬 군항에서 수병대 폭동을 시작으로 11월 혁명이 일어나 황제 빌헬름 2세는 퇴위되어 추방당하고, 네덜란드로 망명하게 된다. 11월 혁명으로 독일 제국 제정체제가 붕괴된 이후, 사회주의자 중심세력으로 부상한 독일 사회민주당(SPD)에 의하여 수립된 공화국이다.
독일 역사상 처음으로 공화정과 민주주의를 실시했다는 점에서 큰 의의를 갖는다. 1919년에 공화정이 시작되어 1933년 나치가 제1정당으로 집권하기까지 존속하였다.
바이마르 공화국은 정식명칭이 아닌 별명이다. 이 별명은 당시 공화국 헌법 초안 및 승인 과정에서 베를린의 소요 사태가 일어나, 이를 피해 바이마르에서 이루어졌기 때문에 붙은 이름이다.
이 공화정의 의의 중 하나가 민주제의 연방국가의 정체를 가지고 있다는 것이 가장 큰 특징이다. 또한 대통령제와 의회의 혼합 형태로 구성되었다. 의회는 제국 의회 또는 라이히스탁(Reichstag)였고 수도는 베를린이었다. 이 공화국에 이름을 준 도시 바이마르는 제헌 국민의회의 개최지였다.
바이마르 공화국의 초대 대통령은 프리드리히 에베르트였다.

### 혼란기
이 공화국은 시민의 투쟁에 의해서 성립된 것이 아니라 전쟁에 패한 책임을 군부세력, 관료세력, 대자본가들 등 보수세력들이 떠맡는 것을 피하기 위해 권력을 독일 사회민주당에 넘겨주면서 공화정이 성립되었다는 태생적 한계가 있었다.
평민 즉 시민층은 처음에는 민주공화제를 지지하였으나, 제1차 세계대전에서 승리한 연합국 중심으로 체결한 베르사유 조약이 독일의 식민지와 해외 이권의 포기, 독일영토와 군비 축소, 제한하고 연합군에 막대한 배상금 지불하는 내용등 매우 가혹한데다 베르사유 조약으로 인해 알자스, 로렌을 프랑스에 의해 잃고, 포메른지방을 폴란드에 내주게 되어 잃게 된다. 이 가혹한 조약으로 인해 평민 즉 시민층은 극심한 생활고에 시달리게 되었다.

### 안정기
이로 인해 좌익세력과 우익세력으로부터 모두 비판을 받고, 쿠테타, 반란 등 공격을 받아가면서 정부가 매우 취약하였다. 경제적으로는 인플레이션현상이 매우 극심했었던 시기였기도 했으나 외국 자본 등을 차입하여 최신의 생산 설비를 갖추게 됨으로써 생산성이 향상하게 되고 세계에서 1, 2위를 다투는 대공업국으로 발전하였다. 또한 학문, 사상, 예술 방면에서도 눈부실 만큼 크게 발전하였으며, 외교면에서도 외무장관 슈트레제만의 정책으로 1924년 9월에는 미국의 원조계획인 도스안이 성립되어 배상문제도 일단락짓게 되었다.
1925년 12월 로카르노 조약이 체결되어 전승국과의 화해가 확립되었고, 1926년 9월 국제연맹에 가입하게 되고, 상임이사국으로 선출되기까지도 했다.
1925년 4월, 대통령 선거에서 왕정 복고파세력인 힌덴부르크가 당선되어 우익 민족주의 강세를 보이며, 국력을 증대함에 따라 강력한 대독일의 부흥과 대외적 대발전을 지향하는 우익세력과, 군부, 관료세력들의 권력이 강화되었다. 이때 당시, 바이마르 공화정이 성립된 이래 대외 목표는 1914년 당시 국경 그대로 회복하는 것과 유럽의 패권과 영토상실한 해외 구식민지 회복, 군비 회복 및 배상금 지불 폐지 등이었다.

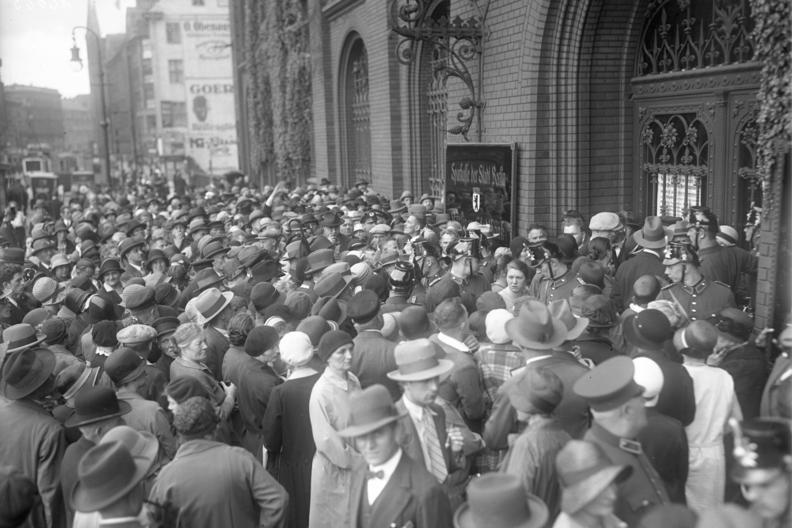
베를린에서 예금한 돈을 찾으러 은행에 몰려든 사람들

### 공화정의 몰락기
1928년 5월, 총선거에서는 독일 사회민주당과 독일 공산당이 세력을 확장했으며, 그 추세에 따라 사회민주당세력이 왕정복고파까지 포섭하여 불안정한 내각을 조직하였다. 그러나, 제1차 세계대전패전의 상처속을 딛고 겨우 다시 일어서는 순간에 1929년 경제 대공황을 맞아 결정타를 맞게 된다. 미국에서 시작된 경제 대공황이 독일에까지 파급됨에 따라 실업자는 격증하고, 국고는 거액의 적자로 허덕이게 되면서 내각은 사회정책비의 삭감과 국민으로부터의 증세로 위기를 넘기려고 하였으나 좌우익 세력 양쪽으로부터 반대로 실패하고, 1930년 3월에 내각은 무너지고 말았다.
이어 의회를 통해 지지를 기반으로 하지 않은 대통령 비상내각으로서 잇달아 비상긴급령과 군부세력,보수파들의 지지를 배경으로 독재적 정치를 시행하기에 이르렀다. 이로 인해 중도파나 온건 보수파세력들은 대거 민족주의 성향인 나치 당의 지지파로 전향했으며, 1932년 4월의 대통령 선거에서 중도파인 힌덴부르크가 재당선되었으나, 나치 당수였던 아돌프 히틀러도 힌덴부르크에 못지않은 지지표를 얻게 되었고, 의회에서도 나치와 공산당이 합친 수가 과반수를 점령했다.
우익세력 보수파들은 나치를 중심으로 단결한 반면, 좌익세력의 사회민주당과 공산당은 격렬하게 내분이 일어나 대립했다. 거기다 경제 대공황여파는 날로갈수록 더욱 심각해져서 국민들의 불만과 생활고는 날로 갈수록 높아져만 갔다. 군부, 관료, 자본가, 농민 그리고 중산층까지도 나치 지지로 대세는 기울어지게 되어 결국, 1933년 1월에 힌덴부르크대통령이 아돌프 히틀러를 총리로 임명하였다. 1933년2월 27일에는 공산당원에 의한 국회의사당 방화 사건을 계기로 나치 정권은 사회주의 계열 정당들에 대한 대대적인 탄압을 행했으며, 이어진 총선거에서 43.9%의 득표율을 차지하여 의석수 288석을 차지했다. 그럼으로써 나치가 제1정당으로 집권하였다. 1934년, 힌덴부르크 대통령이 사망하자 총리였던 아돌프 히틀러가 총통으로 집권하면서 바이마르 공화정은 막을 내린다.

## 나치의 집권과 제2차 세계대전

### 나치의 집권

나치 독일 국기.

제1차 세계대전 패전국으로 천문학적인 전쟁 배상금을 승전국에 지불해야한다는 내용과 알자스, 로렌 지방, 슐레지엔 지방, 구 식민지 영토 상실 등 가혹한 베르사유 조약, 1929년 경제 대공황의 여파로 독일은 극심한 실업난에 허덕이고 경제적 궁핍과 사회 불안으로 시달리던때였다. 1933년, 아돌프 히틀러가 총리에 임명되고 곧이어 치러진 총선거에서 나치 정당이 제1정당이 됨으로써 집권을 하게 된다.
아돌프 히틀러의 나치당은 열등의식과 절망밖에 남지않은 독일국민들의 정신적 공황상태를 교묘히 이용하여 반대파세력을 짓눌러버리고 일당독재체제를 확립하며, 제3 제국을 선포한다.
또한, 나치 정권은 인종주의를 펼치며 아리아 인종 우월주의를 내세웠으며, 유대인을 비롯한 집시나 소수민족, 장애인, 정신질환 등 있는 사람들 죄다 잡아 수많은 사람들을 죽였다.

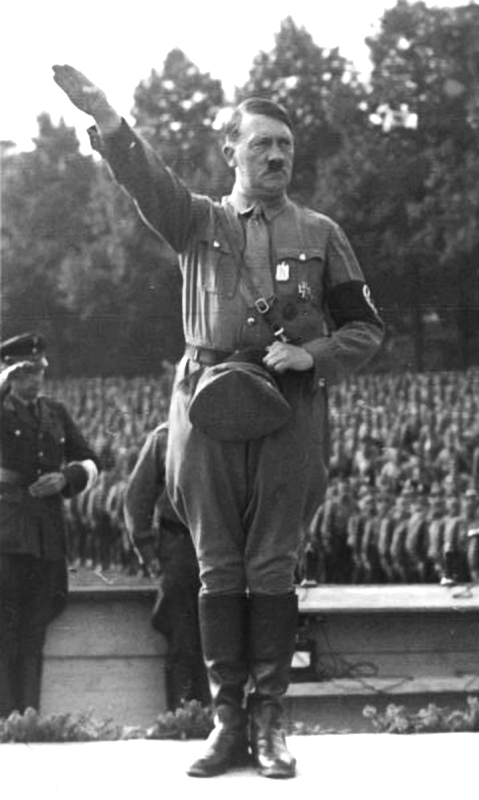
아돌프 히틀러

1934년 8월 2일, 힌덴부르크 대통령이 사망하면서, 총리인 아돌프 히틀러가 국가원수인 대통령직을 겸무하면서, 총통으로 독재자가 된다. 나치는 경제 정책을 독일 국립 은행 총재와 경제 장관을 겸임한 햘마르 샤흐트(Hjalmar Schacht)에게 위임하였고, 소비재의 수입 제한과 수출 증가를 도모하기 위해 독일 국립 은행은 고액의 융자를 산업계와 개인에게 주었다. 또 군수업자 프리츠 토트(Fritz Todt) 아래, 미국의 뉴딜 정책을 모방하여, 대규모 공공 사업을 계획하여 다임러 크라이슬러(Daimler-Chrysler)나 크루프(Krupp), 빌리 메서슈미트(Willy Messerschmitt) 등 군수 산업의 확대와 아우토반의 부설 등이 행해졌다. 이러한 정책 덕분에 독일에서는 흘러넘치던 실업자들이 거의 없어졌다고 한다.
국민들의 절대적 지지를 받으며 빠르게 경제를 회복시킨 히틀러는 1935년 베르사유 조약 파기 선언과 재무장 선언을 했고, 불과 10만 명으로 제한되었던 병력이 급속히 확장되었다.
1936년에는 로카르노 조약을 파기하고, 비무장지대인 라인란트로 군대를 진주시켜 주변국들을 불안하게 하였다. 이어서 1936년에 베를린 올림픽 유치하였다. 그리고 이탈리아의 독재자 베니토 무솔리니와 함께 스페인 내전에 개입하여 프란시스코 프랑코를 지원했다.

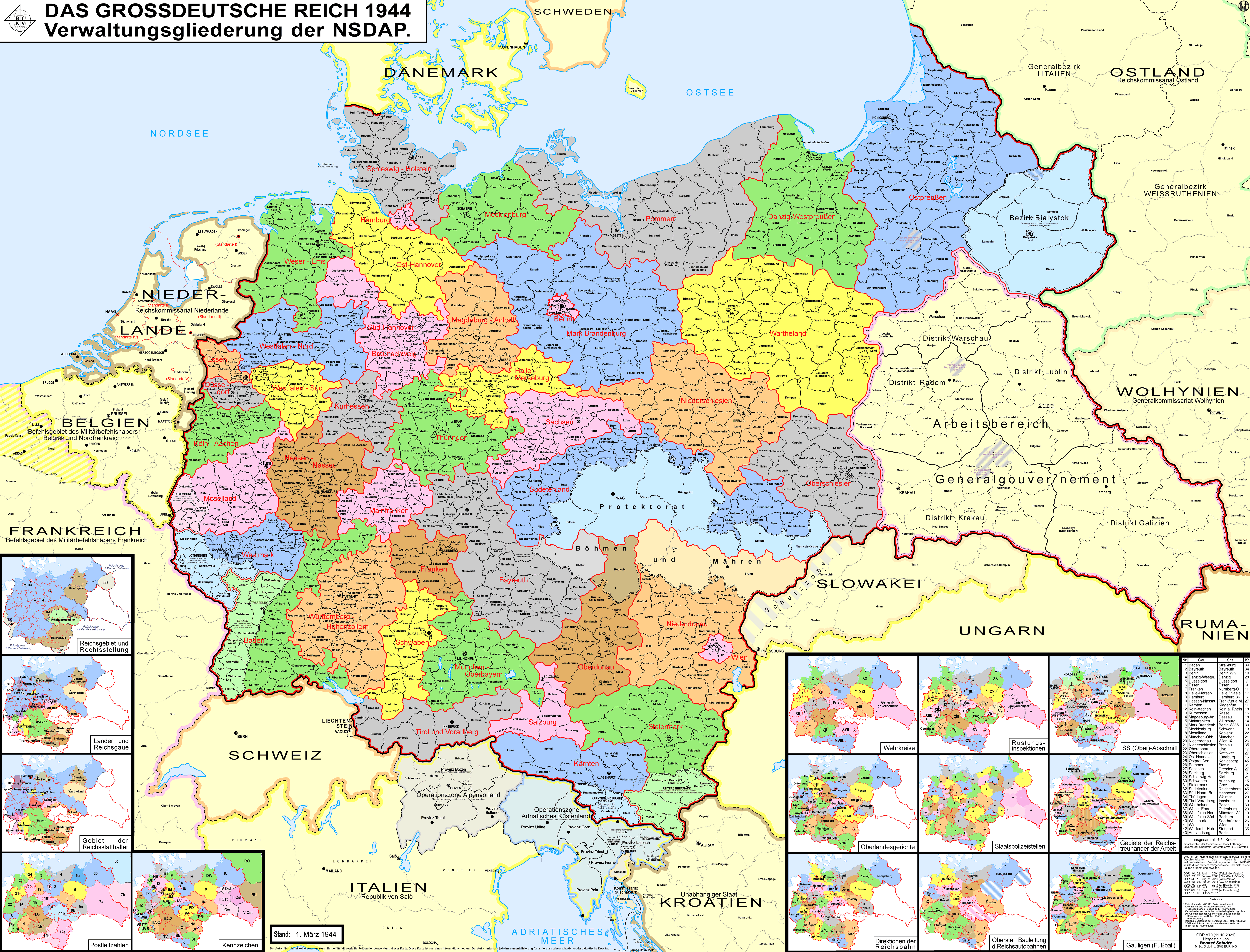
나치 독일의 영토.

1938년 4월에는 아돌프 히틀러가 오스트리아 합방 찬반 국민투표를 저지한후 아르투어 자이스잉콰르트를 오스트리아 총리로 앉히도록 강요하고 곧바로 병합을 단행함으로써, 오스트리아를 병합했다. 이어서 체코슬로바키아에 대한 히틀러의 주데텐란트 할양요구에 대해 논의하기 위해 독일, 이탈리아, 영국, 프랑스 등 4개국 정상들이 이 해 9월 29일 뮌헨에서 회담을 가졌다.
당시 세계대전이 터질 것을 두려워한 영국과 프랑스는 뮌헨 회담에서 주데텐란트 할양을 묵과하여 결정되었다. 그러나 히틀러는 이에 만족하지 않고 체코슬로바키아 대통령을 불러서 체코슬로바키아 전역에 대한 합병할 것을 협박했다. 결국 체코슬로바키아는 합병되고, 슬로바키아는 요제프 티소를 수반으로 괴뢰국 정권을 세운다. 이어서 1939년 3월에는 메멜을 불법점령한다.
독일과 폴란드간에 단치히문제를 놓고 협상이 계속되었으나 결국 결렬되었고, 히틀러는 폴란드 침공을 준비한다. 영국과 프랑스는 독일이 폴란드 침공할시 독일과 전쟁을 치르겠다는 뜻을 분명히 했다.
8월에는 외무장관 리벤트로프를 소련으로 보내어 소련 외무장관 몰로토프와 비밀회담을 가져 불가침조약을 맺는다.
1939년 9월 1일, 독일은 폴란드에 선전포고함으로써 제2차 세계대전 막이 열린다.

### 제2차 세계대전
나치 독일은 제1차 세계 대전 패전으로 빼앗긴 단치히를 비롯한 슐레지엔 지방의 반환을 폴란드에게 요구, 거부당하자 1939년 9월 1일에 폴란드를 침공함으로써 제2차 세계대전이 터졌다. 개전 20여일만에 폴란드 수도 바르샤바를 점령했다. 이어서 1939년 8월에 맺은 나치 독일-소비에트 연방 비밀 협정(불가침 조약)에 따라 폴란드를 분할점령하였다. 이에 대해 영국과 프랑스가 강력히 항의하며 선전포고를 하였다. 개전 초기 독일군의 파죽지세와 전격전에 의해 폴란드, 프랑스, 덴마크, 노르웨이, 벨기에 및 네덜란드는 점령하여 승승장구하였다. 영국은 본토 상륙의 위협에 노출되었다. 이어서 유고슬라비아, 그리스 및 북아프리카로 침공한 후, 나치 독일은 1941년에 불가침 조약맺은 소비에트 연방도 공격하였다.

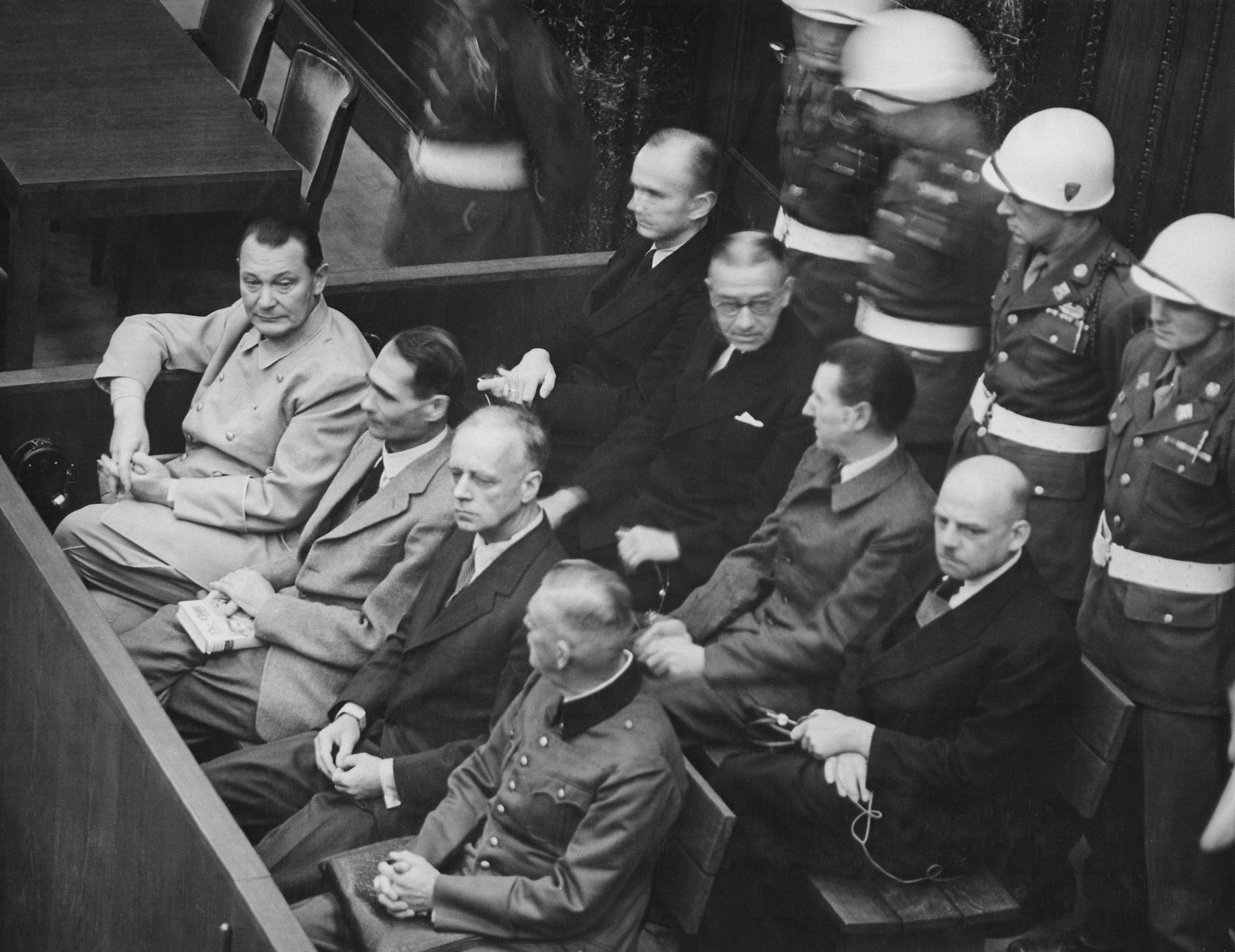
뉘른베르크 재판에 선 나치 전범들

그러나 1941년 미국의 연합군 참전. 1943년의 스탈린그라드 전투 및 쿠르스크 전투 패배, 연합군의 북아프리카 전투 승리, 이탈리아 본토 침공 등으로 전쟁은 연합군, 소련쪽으로 기울어갔다. 1944년에는 소련의 바그라티온 작전, 6월 6일 연합군의 노르망디 상륙작전등으로 나치 독일 정권의 붕괴가 시작되었다. 서쪽과 남쪽에서의 연합군 및 동쪽에서의 소비에트 연방군과 폴란드군의 반격에 의해서 점령지는 급속도로 축소되어, 1945년 봄에 연합군은 독일 본토로 진격하였다. 1945년 4월 30일에 아돌프 히틀러가 자살하였으며, 5월 1일에 소련군대가 베를린을 점령. 5월 8일에 독일은 연합국, 소련에 무조건 항복을 함으로써 제2차 세계대전은 막을 내린다.

## 분단 시대의 독일

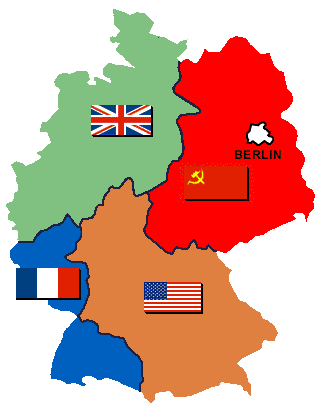
1945년의 분할 점령된 독일.

서독의 국기.

동독의 국기.

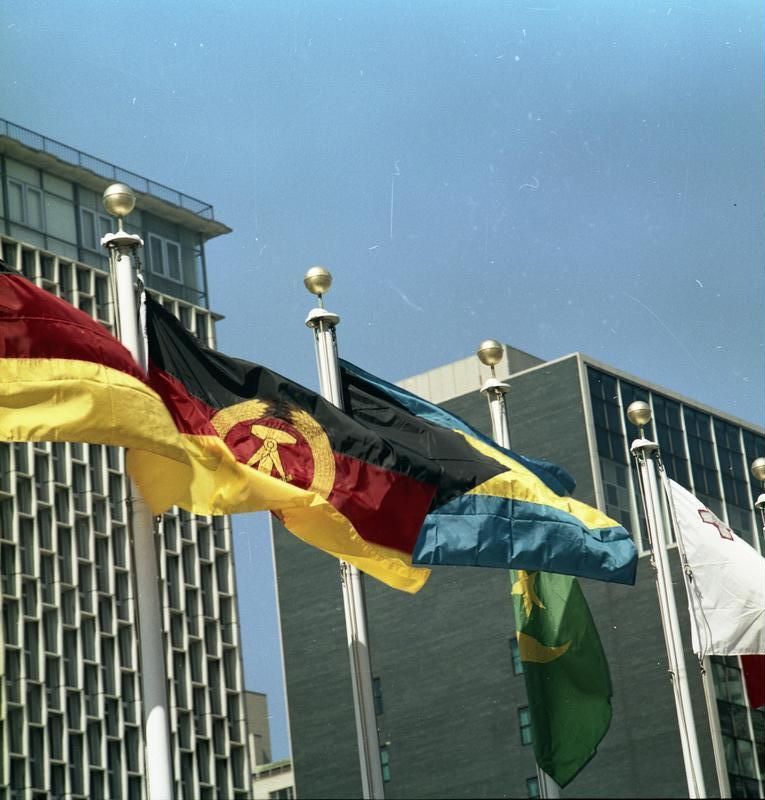
동서독의 유엔 가입 (1973)

1945년 5월 8일부터 1990년 10월 3일까지 45년간은 분단 국가의 시대였다. 분단 시대는 크게 2가지 측면이 있으며, 제1이 미국, 영국, 프랑스, 소련의 4분할의 시대, 제2가 동독과 서독이라는 2개의 국가의 시대였다.
제2차 세계대전에서 패전한 독일은 4개국 연합군(미국, 영국, 프랑스, 소련)이 진주하였다. 소련은 동독과 동베를린에 진주하였고, 미국, 영국, 프랑스 등은 서독과 서베를린에 진주하였다. 미국이 서독정부를 수립시키자, 소련은 이에 대항하여 동독지역에 있는 서베를린 지역을 봉쇄하고 동독정부를 수립하였다.
그러나, 몰래 서베를린으로 넘어가서 서방세계로 탈출하는 사람들이 계속 늘어나자, 소련은 1961년 8월 13일에 동서 베를린 사이에 장벽을 설치하였다.(베를린 장벽)
1970년 서독 수상 빌리 브란트는 긴장완화를 위해 동독과 협상을 시작하여 1972년 기본협정을 맺은 뒤, 이듬해 동서 독일이 유엔에 함께 가입하였다. 1975년에는 미국과 소련을 포함한 35개국이 '유럽의 안보와 협력에 관한 회의'를 열고 '유럽의 국경은 침해할 수 없는 것이며, 분쟁이 발생할 때 무력에 의존하지 않고 해결한다'는 원칙을 선언하였다. 1974년 FIFA 월드컵에서는 동독과 서독이 분단국가 역사상 최초로 함께 나가면서 공교롭게도 2라운드까지 동반 진출하는 기록이 있었으나 축구 실력은 서독이 동독보다 우세할 뿐만 아니라 월드컵 본선에도 서독이 많이 나갔다. 반면에 동독은 1974년 FIFA 월드컵에 나간 것이 전부이다.
1985년, 소련의 고르바초프 서기장은 개혁과 개방정책을 추진하는 한편, 1988년 '동구권 유럽 공산세력 국가에 대해 간섭하지 않겠다.'고 선언한다. 이같은 상황에서 1989년 가을부터 동독지역에서 대대적인 시위가 일어났다.
그리고 1989년 11월 9일 밤, 독일인들은 동서 베를린을 가로막고 있던 장벽을 무너뜨렸다. 이후 통일을 위한 분위기가 급속히 조성되어 1990년 10월 3일 서독이 동독을 흡수하는 형태로 독일은 통일되었다.

## 현대의 독일

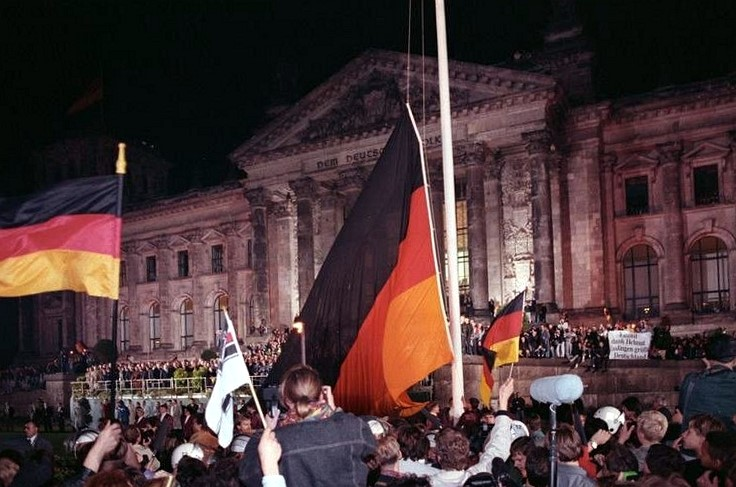
통일 당시 베를린의 모습

### 독일 연방 공화국
1990년 10월 3일, 동독과 서독은 통일되어 제2차 세계대전때 승전국이던 미국, 영국, 프랑스, 소련 등 4개국과 유럽연합의 승인을 받아 다시 통일되어 독일 연방 공화국으로 오늘날에 이르고 있다.
통일 직후에 수도는 본이었으나 1999년에 수도를 베를린으로 이전했다. 그러나, 통일 이후에 많은 문제점이 드러나고 있다. 물가는 갈수록 높아져가고, 실업자수는 매년 증가하고 있으며, 공산주의 환경에서 지내온 구 동독 사람들의 사회적 부적응 문제, 서독 출판시장의 동독 시장 독점 접수, 최근에는 네오나치 운동도 일어나는 등 여러 가지 사회 문제가 나타나고 있다.
그리고 최근 구 동독지역에선 공산주의를 그리워하는 사람들 수가 늘어났고, 마르크스에 관련된 것이 유행처럼 퍼지고 있다. 그리고 아직도 구 동독, 서독간의 격차와 갈등은 현재 진행형인 상태이고, 구 동독 출신 사람들 4명 가운데 1명꼴은 통일된 독일이 구 동독 시절 때보다 경제가 더 어려워졌다고 말했다. 또한, 외국인 노동자 이주수가 많아짐에 따라서 이에 대한 사회적인 문제가 커지고 있다.
오늘날의 독일은 여러 많은 사회 및 정치적 문제를 가지고 있기도 하나, 대규모의 산업력과 공업력을 바탕으로 G8과 EU의 핵심 주축 가운데 하나로 꼽히고 있다.

## 같이 보기
- 독일의 경제사
- 독일 유대인
- 독일의 총리 목록
- 독일의 군주 목록
- 독일의 군사사
- 독일의 국명
- 독일의 내각제

## 참고자료 및 문헌자료
- 《사진과 그림으로 보는 케임브리지 독일사》 (Cambridge Illustrated History: Germany), 마틴 키친 지음(1994), 유정희 옮김(2001), 시공사, ISBN 89-527-1647-7
- <<고등학교 세계사>>, 교학사 출판.
- <<세계사>>, 일빛 출판.
- <<유시민과 함께 읽는 독일 문화 이야기>>, 유시민 편역.
- ZDF 다큐멘터리 독일 1천년사 내용中..